# مصر القديمة
مصر القديمة أو الحضارة الفرعونية هي حضارة قديمة في الشمال الشرقي لأفريقيا، و تركزت الحضارة المصرية القديمة على ضفاف نهر النيل، فيما يعرف الآن بجمهورية مصر العربية. اتبعت الحضارة المصرية القديمة عصر ما قبل التاريخ، واندمجت حوالي عام 3200 قبل الميلاد (وفقًا للتسلسل الزمني المصري التقليدي)  مع التوحيد السياسي بين مصر العليا والسفلى تحت حكم مينا (يدعى أيضًا نعرمر) . تمثل تاريخ مصر القديمة كسلسلة من الممالك المستقرة، مفصولة بفترات من عدم الاستقرار النسبي المعروفة باسم الفترات الوسيطة: المملكة القديمة من العصر البرونزي المبكر، المملكة الوسطى من العصر البرونزي الوسيط والمملكة الحديثة في العصر البرونزي المتأخر وصلت مصر إلى ذروة قوتها في المملكة الحديثة، حيث حكمت الكثير من النوبة وجزءًا كبيرًا من بلاد الشام، وبعد ذلك دخلت فترة من التدهور التدريجي. خلال تاريخها، تعرضت مصر لغزو أو احتلال من قبل عدد من القوى الأجنبية، بما في ذلك الهكسوس والنوبيون والآشوريون والفرس الأخمينيون والمقدونيون تحت قيادة الإسكندر الأكبر. حكمت المملكة البطلمية اليونانية، التي تشكلت في أعقاب وفاة الإسكندر المقدوني، مصر حتى 30 قبل الميلاد، عندما سقطت تحت حكم كليوباترا في أيدي الإمبراطورية الرومانية وأصبحت مقاطعة رومانية.

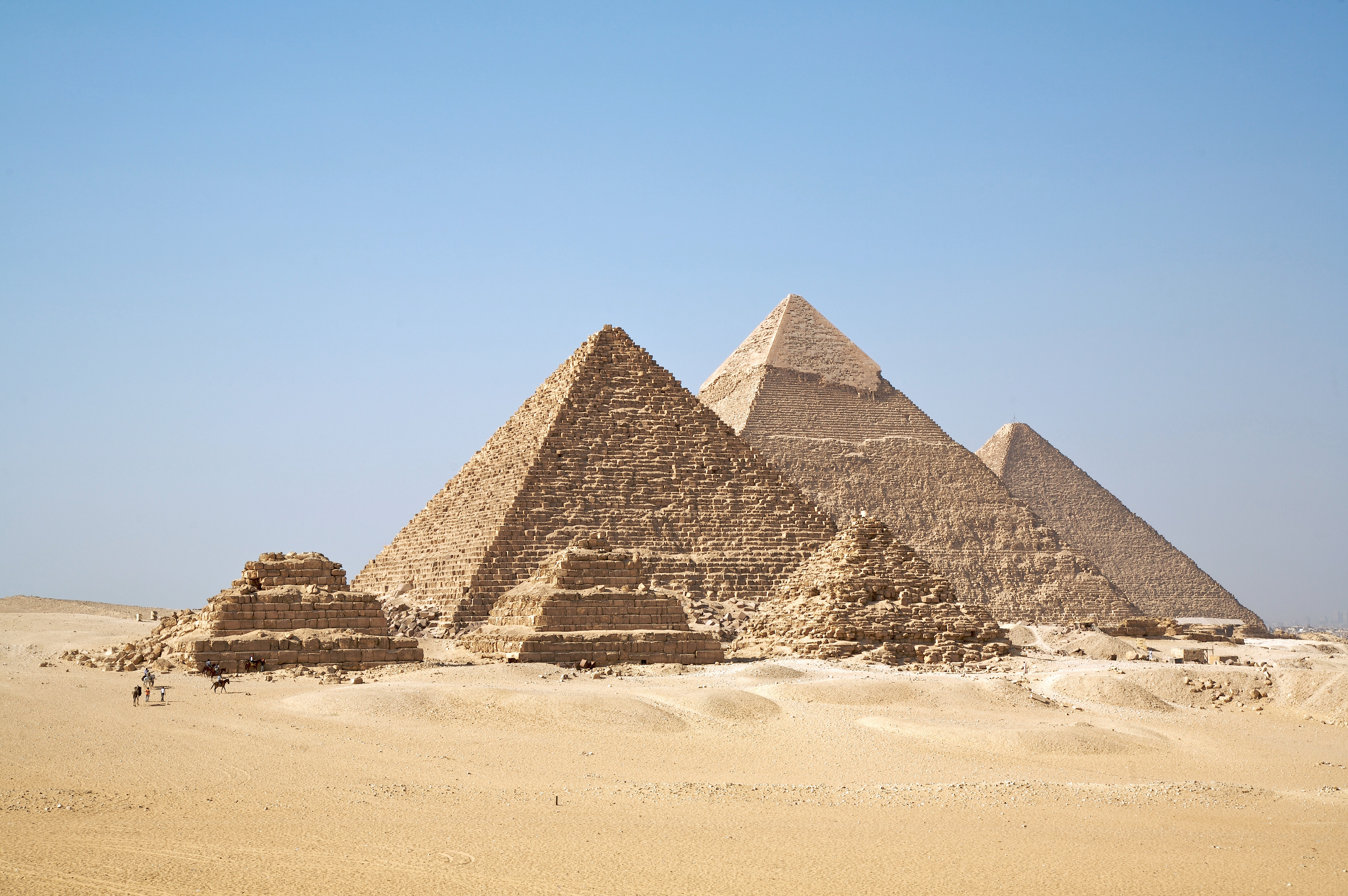
أهرامات الجيزة هي من بين أكثر الرموز المعروفة للحضارة المصرية القديمة.

يعود نجاح الحضارة المصرية القديمة جزئيًا إلى قدرتها على التكيف مع ظروف الزراعة في وادي النيل. أدى فيضان النيل المتوقع والري المتحكم به في الوادي الخصب إلى إنتاج فائض من المحاصيل، مما ساعد على زيادة كثافة السكان، والتنمية الاجتماعية والثقافية. وبتوفير الموارد، رعت الإدارة استغلال المعادن في الوادي والمناطق الصحراوية المحيطة بها، والتطوير المبكر لـ نظام كتابة مستقل، وتنظيم البناء الجماعي والمشاريع الزراعية، والتجارة مع المناطق المحيطة وجيش، يهدف إلى تأكيد الهيمنة المصرية. كان تحفيز وتنظيم هذه الأنشطة عبارة عن بيروقراطية من نخبة الكتبة والزعماء الدينيين والإداريين تحت سيطرة الملك، الذين كفلوا تعاون ووحدة الشعب المصري في سياق نظام متطور من المعتقدات الدينية.

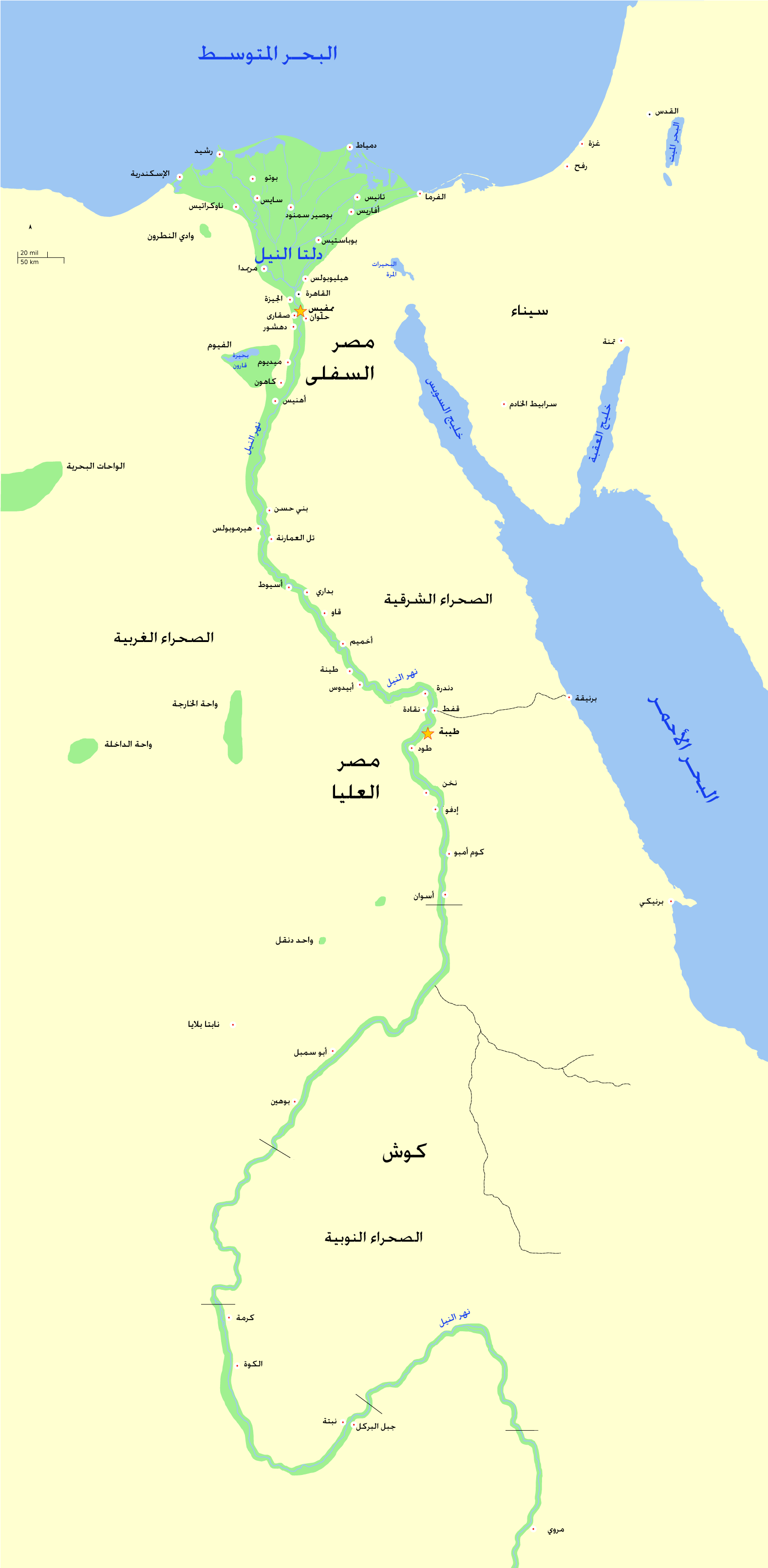
خريطة مصر القديمة، تبين المدن الرئيسية وأماكن من عصر الاسر (ج)3150 قبل الميلاد إلى 30 قبل الميلاد)

تشمل الإنجازات العديدة، التي حققها المصريون القدماء تقنيات استغلال المحاجر، المسح والبناء، التي دعمت بناء الأهرامات والمعابد والمسلات الضخمة. نظام للرياضيات، ونظام عملي وفعال للطب، وأنظمة الري وتقنيات الإنتاج الزراعي، وأول القوارب الخشبية المعروفة،  والخزف المصري وتكنولوجيا الزجاج، واختراع الأبجدية، وأشكال جديدة من الأدب، وأقدم معاهدة سلام معروفة، أبرمت مع الحيثيين.  تركت مصر القديمة إرثًا دائمًا للبشرية جمعاء، وأخذ منها اليونانيون القدماء الكثير، وتلاهم الرومان. ونُسخت وقُلدت الحضارة والفن والعمارة المصرية على نطاق واسع في العالم، ونقلت آثارها إلى بقاع بعيدة من العالم. أثرت آثارها الضخمة وألهمت مخيلة الرحالة والكتاب لآلاف السنين. وأدت اكتشافات للآثار والحفريات المصرية في مطلع العصر الحديث من قبل الأوروبيين والمصريين إلى البحث العلمي في الحضارة المصرية، تجلت في علم أطلق عليه علم المصريات ومزيدًا من التقدير لتراثها الثقافي في مصر والعالم. 

## التاريخ
في أواخر العصر الحجري القديم، تحول المناخ في شمال أفريقيا تدريجياً إلى الحرارة والجفاف، مجبراً سكان المنطقة على التركيز على طول وادي النيل. ومنذ أن عاش الإنسان البدائي في المنطقة خلال أواخر العصر الجليدي قبل حوالي 120 ألف سنة، أصبح نهر النيل شريان الحياة في مصر. الخصوبة المصحوبة بفيضان النيل أعطت السكان الفرصة لتطوير الاقتصاد الزراعي، وتعزيز استقرار المجتمع المركزي، أصبح كما يرى البعض حجر الزاوية في تاريخ الحضارة الإنسانية. فيرى بعض المؤرخين أن بناء الأهرامات في مصر كان من أغراضه تحقيق إلتحام الشعب ببعضه البعض، حيث جُمِعَ العمال من جميع أنحاء مصر للمشاركة في بناء الأهرامات. كانت تلك بمثابة مشاريع قومية اشترك فيها مختلف السكان فتعاونوا في العمل وعاشوا معًا، علاوة على توحيد رؤيتهم العقائدية، بأن فرعون يرعى أمورهم في الدنيا، وبعد موته يذهب إلى الآلهة ويرجوهم لمساعدة السكان على معيشتهم وحمايتهم.

### فترة قبل الأسر
قبل بداية عصر ما قبل الأسر، كان المناخ المصري القاحل أقل قحلاً مما هو عليه اليوم. وغطت حشائش السافانا مناطق واسعة من مصر واجتازتها قطعان الرعي من ذوات الحوافر. كانت الثروة الحيوانية والنباتية أكثر غزارة من الآن في جميع المناطق، وساعد منطقة نهر النيل في تكاثر جماعات من الطيور المائية. كان الصيد شائعاً بين المصريين في تلك الفترة، التي أيضاً تم استئناس العديد من الحيوانات بها.

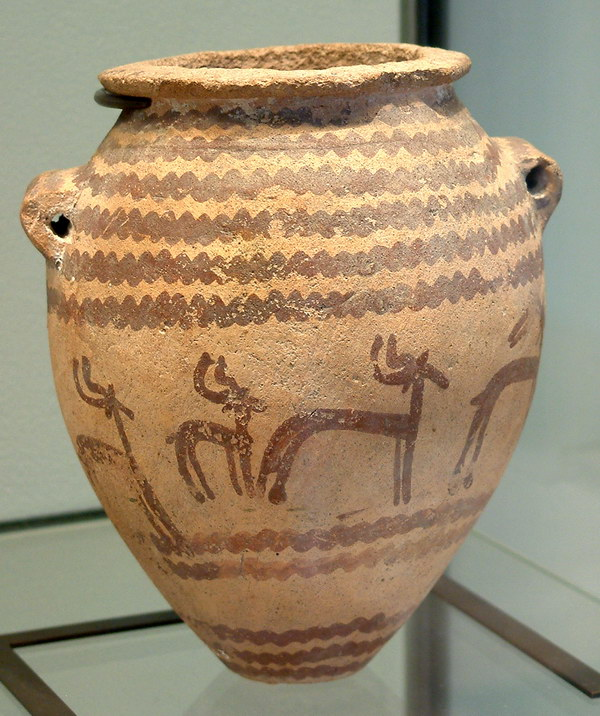
جرة تقليدية استخدمتها شعوب النقادة في عصر ما قبل الأسرات.

في نحو 5000 ق.م، عاشت قبائل صغيرة في وادي النيل ونمت وطورت سلسلة من الثقافات التي كانت الزراعة وتربية الحيوانات تسيطر عليها، بالإضافة للمقتنيات من الفخار والممتلكات الخاصة التي عثر عليها. كانت أكبر تلك الثقافات هي ثقافة البداري في مصر العليا، التي اشتهرت بالسراميك عالي الجودة، والأدوات الحجرية، واستخدامها للنحاس.
في الشمال، تبعت البداري بحضارات أمراتيان وغيرزيان، التي أظهرت عدداً من التطورات التكنولوجية. أثناء فترة حضارة الغيرزيان، أثبتت أدلة مبكرة وجود اتصال مع كنعان وساحل جبيل.
في الجنوب، وازت ثقافة النقادة ثقافة البداري، وبدأت في التوسع على طول النيل بنحو 4000 ق.م في وقت مبكر أثناء حضارة النقادة، استورد المصريون القدماء حجر السج من إثيوبيا، الذي استخدم في نقل الريش بالإضافة لأشياءً أخرى. على مدى فترة حوالي 1000 سنة، تطورت حضارة النقادة من مجتمعات زراعية صغيرة إلى حضارة قوية كان لقادتها السيطرة الكاملة على الناس والموارد في وادي النيل. وسعى قادة النقادة على بسط سيطرتهم على مصر شمالاً على طول نهر النيل بتأسيس مراكز قوة في هيراكونپوليس ثم في أبيدوس. وتاجروا مع النوبة في الجنوب، وواحات الصحراء الغربية في الغرب، وثقافات شرق البحر المتوسط في الشرق.
صنعت شعوب النقادة مجموعة متنوعة من السلع الثمينة، في انعكاس لزيادة الطاقة والثروة في طبقة النخبة، والتي شملت طلاء الفخار والمزهريات الحجرية المزخرفة ذات الجودة العالية، واللوحات الفنية والمجوهرات المصنوعة من الذهب والالبيد والعاج. وقاموا أيضاً بتطوير السيراميك الصقيل المعروف بالقيشاني والذي كان يستخدم في العصر الروماني لتزيين الكؤوس والتمائم والتماثيل. وقبيل نهاية عصر ما قبل الأسرات، بدأت شعوب النقادة استخدام رموز كتابية كان من شأنها في نهاية الأمر التطور إلى نظام كامل للغة الهيروغليفية لكتابة اللغة المصرية القديمة.

### بداية عصر الأسر

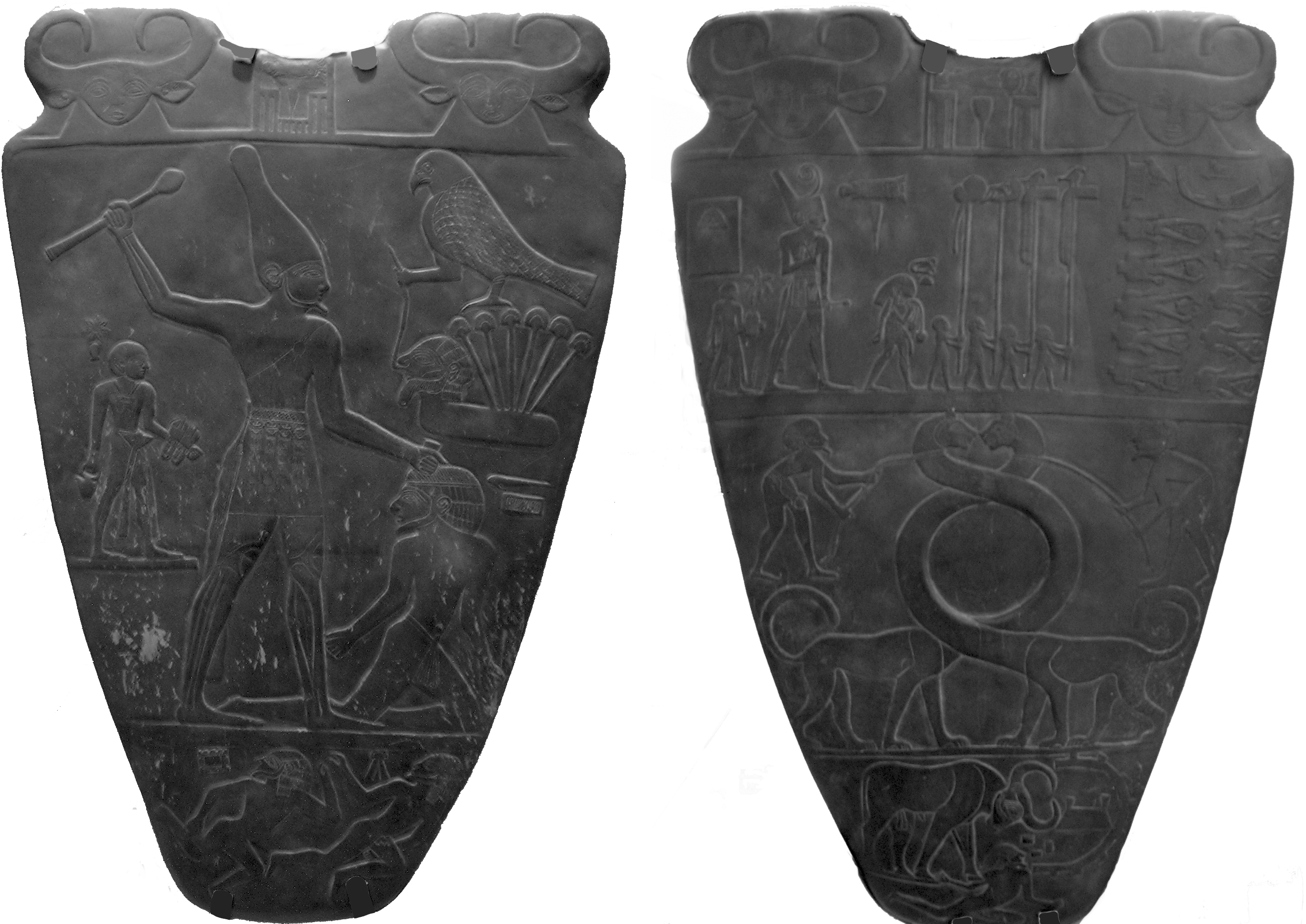
لوحة نارمر يصور توحيد الأرضين.

قام كاهن مصري في القرن الثالث قبل الميلاد بتصنيف الفراعنة بدايةً من مينا وحتى عصره إلى 30 أسرة حاكمة، وهو نفس التصنيف الذي ما يزال يستعمل حتى اليوم. واختار أن يبدأ تصنيفه الرسمي بالملك ميني (أو مينا باليونانية) الذي يسود الاعتقاد أنه وحد مملكتي مصر العليا والسفلى معاً في حوالي العام 3200 ق.م. وقد حدث الانتقال إلى دولة واحدة موحدة تدريجياً، بشكل أكبر مما كان الكتاب المصريون القدماء يعتقدوا، وليس هناك أي سجلات معاصرة عن مينا. ومع ذلك يعتقد بعض الباحثين الآن أن مينا الأسطوري هو نفسه الفرعون نارمر، الذي صوّر وهو يرتدي الزي الملكي على لوحة نارمر الاحتفالية في خطوة رمزية للتوحيد.
في عصر الأسر المبكرة حوالي 3150 ق.م، بسط أول فرعون سيطرته على مصر السفلى عن طريق إنشاء عاصمة في ممفيس، التي أمكن من خلالها السيطرة على القوى العاملة والزراعة في منطقة الدلتا الخصبة، بالإضافة إلى السيطرة على حركة التجارة المتجهة إلى الشام. وقد عُكست سلطة ونفوذ الفراعنة في ذلك الوقت على وضع مقابرهم وهياكلها، والتي كانت تستخدم للاحتفال بالفرعون بعد وفاته. طورت الملكية وقوتها بإضفاء الفراعنة لعامل الشرعية في سيطرة الدولة على الأرض والعمل والموارد التي لا غنى عنها لبقاء ونمو الحضارة المصرية القديمة.

### الفترة الانتقالية الأولى
بعد انهيار الحكومة المركزية في مصر في نهاية عصر المملكة القديمة، أصبحت الإدارة غير قادرة على تدعيم اقتصاد واستقرار البلاد. ولم يكن باستطاعة حكام الأقاليم الاعتماد على الملك للمساعدة في وقت الأزمات، وأدت الفترة التي تلتها نقص الغذاء والنزاعات والخلافات السياسية إلى زيادة حدة المجاعات والحروب الأهلية صغيرة الحجم. وعلى الرغم من تلك المشاكل الصعبة، قام القادة المحليون مستهترين بالفرعون، باستغلال استقلالهم الجديد لتأسيس حضارة مزدهرة في المحافظات. وبالسيطرة على موارد المقاطعات الخاصة، أصبحت الأقاليم والمقاطعات أكثر ثراءً من الناحية الاقتصادية؛ وهي حقيقة شهدها جميع فئات المجتمع. وقد اعتمد وتكيف الحرفيون المحليون على زخارف كانت ممنوعة سابقاً في عصر الدولة القديمة، بالإضافة لأساليب أدبية جديدة اتجه إليها كانت تعرب عن التفاؤل وأصالة هذه الفترة.
بدأ الحكام المحليين التنافس مع بعضهم البعض على السيطرة على الأراضي والسلطة السياسية، مبتعدين عن ولائهم للفرعون. وبحلول 2160 ق، م، سيطر الحكام في هيراكليوبولس على مصر السفلى، بينما سيطرت أسرة إنتيف، إحدى العشائر المنافسة في طيبة، على مصر العليا. ومع نمو سلطة وسيطرت الإنتيف إلى الشمال، أصبح الصدام بين العشيرتين أمراً حتمياً. وقامت قوات طيبة بقيادة منتوحوتپ الثاني بهزيمة حاكم هيراكليوبولس، معيدين توحيد الأرضين وبداية عصر نهضة ثقافية واقتصادية عرفت باسم الدولة الوسطى.

### الدولة الوسطى

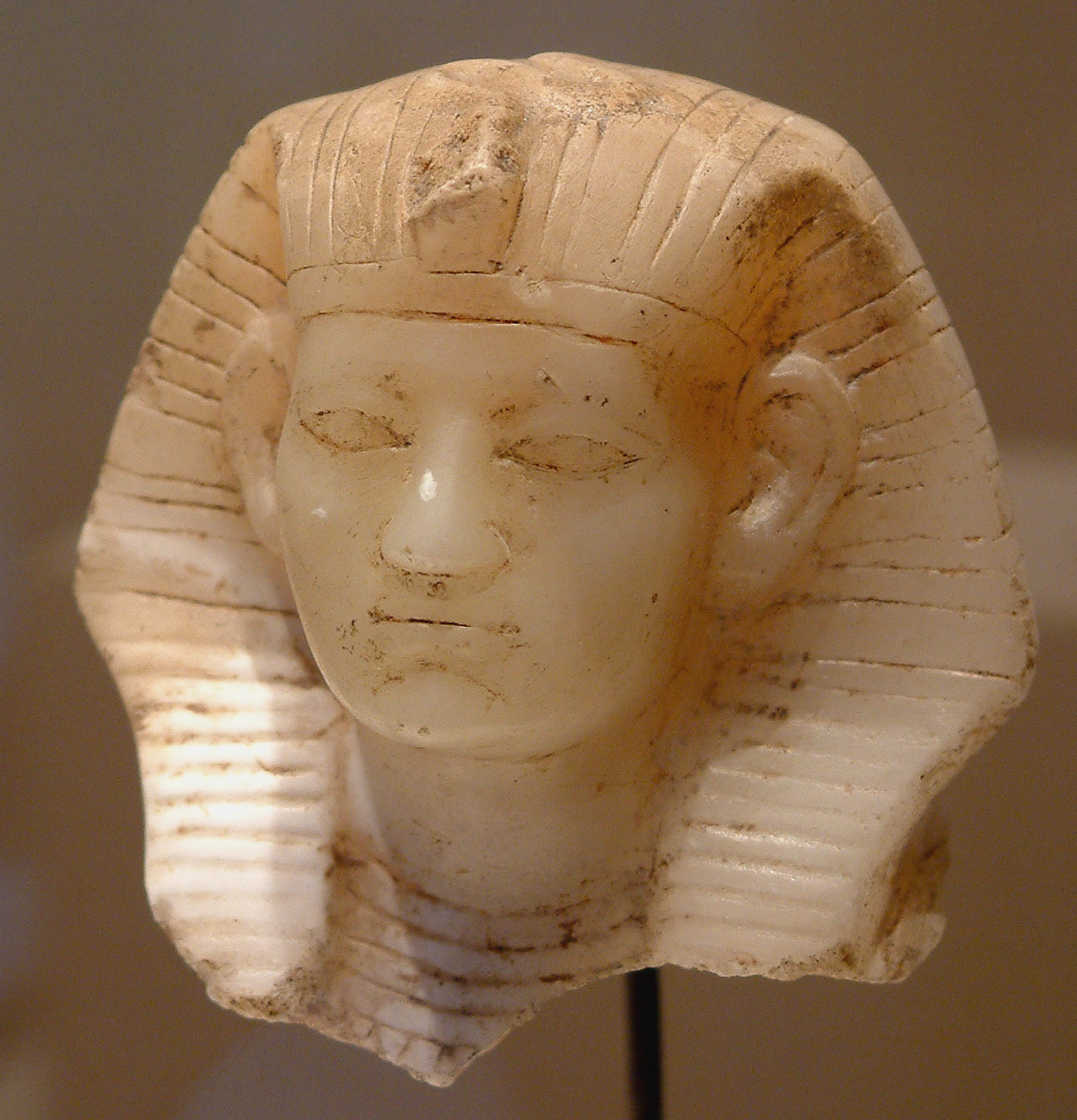
أمنمحات الثالث، آخر حاكم كبير من عصر الدولة الوسطى

استعاد فراعنة الدولة الوسطى رخاء البلاد واستقرارها، مما أدى لتحفيز الفن والأدب ومشاريع البناء الضخمة. حكم منتوحوتپ الثاني وخلفائه من الأسرة الحادية عشر البلاد من طيبة كعاصمة للبلاد، ولكن سرعان ما تغير الأمر عند تسليم الوزير أمنمحات الأول الملكية للأسرة الثانية عشر في 1985 ق.م، عندما غيّر العاصمة وجعلها لتجتاوي التي تقع في الفيوم الآن. ووضع فراعنة الأسرة الثانية عشر خطة بعيدة الأمد لاستصلاح الأراضي ونظم الري لزيادة الإنتاج الزراعي في البلاد. وأكثر من ذلك، غزا  الجيش منطقة النوبة الغنية بالمحاجر والذهب، وعمل العمال على بناء هيكل دفاعي في شرق الدلتا أطلق عليه اسم «جدران الحاكم» لصد الهجمات الخارجية.
ازدهرت البلاد في الفن والدين في ظل الأمن العسكري والسياسة والأمن الزراعي. وعلى عكس موقف نخبة الدولة القديمة تجاه الآلهة، شهدت الدولة الوسطى زيادة في التعبير عن «التقوى الشخصية» أو ما يمكن أن يسمى «ديموقراطية الحياة الآخرة»، التي تعطي لكل فرد روحاً من الممكن أن تكون مرحباً بها بجوار الآلهة بعد الموت. كما تميز الأدب في المملكة الوسطى بالمؤلفات المتطورة المواضيع والشخصيات المكتوبة في أسلوب بليغ وجرئ، والنحت النافر والتصويري لفترة الاعتقالات الخفية، كانت تفاصيل فردية وصلت إلى مستويات جديدة من الكمال التقني.
سمح آخر حكام الدولة الوسطى، أمنمحات الثالث، بالمستوطنين الآسيويين بالعيش في منطقة الدلتا، لتوفير قوة عاملة كافية لا سيما في التعدين النشط وبناء المدن. ولاحقاً، أدت أعمال البناء الطموحة تلك، وأنشطة التعدين، بالإضافة إلى عدم كفاية فيضانات النيل لاحقاً في مُلكة، إلى توتر اقتصادي عجل من الاضمحلال إلى الفترة الانتقالية الثانية خلال عصر الأسرتين الثالثة عشر والرابعة عشر. وخلال هذا الاضمحلال، بدئت الطائفة الأجنبية الآسيوية في السيطرة على منطقة الدلتا، مما أدى لاحقاً وفي نهاية المطاف إلى بسط سلطتهم على شمال مصر وعرفوا بالهكسوس.

### الفترة الانتقالية الثانية والهكسوس
في حوالي 1650 ق.م، ومع ضعف سلطة فراعنة الدولة الوسطى، سيطر المهاجرون والمستوطنون الآسيويون الذين يعيشون في منطقة شرق الدلتا في بلدة زوان على المنطقة وأجبرت الحكومة المركزية على التراجع إلى طيبة، حيث كان يعامل الفرعون كتابع ويدفع الجزية. قلد الهكسوس («الحكام الأجانب» أو «الملوك الرعاة») نماذج الحكم والحكومة المصرية، فنصبوا أنفسهم فراعنة، وبالتالي دمجت العناصر المصرية في ثقافة العصر البرونزي.
وجد ملوك طيبة أنفسهم بعد انسحابهم محاصرين بين الهكسوس من الشمال وحليفة الهكسوس، مملكة كوش من الجنوب. وبعد مرور ما يقارب 100 عام على سيطرة الهكسوس على الحكم الذي كان يتصف بالتراخي والخمول الثقافي، استطاعت قوات طيبة من جمع ما يكفي من القوة لتحدي الهكسوس لصراع استمر لمدة 30 عام، وذلك قبل حلول العام 1555 ق.م وقد تمكن الفرعونان سقنن رع الثاني وكامس من هزيمة النوبيين في الكوش، لكن يرجع فضل القضاء على الهكسوس نهائياً في مصر لخليفة كامس الفرعون أحمس الأول. في عصر الدولة الحديثة التي تلت ذلك، أصبحت العسكرية أولوية رئيسية بالنسبة إلى الفراعنة الذين سعوا إلى توسيع لحدود مصر وتأمين هيمنة كاملة لها في الشرق الأدنى.

أقصى حد الإقليمية لمصر القديمة (القرن 15 قبل الميلاد)

### الدولة الحديثة
أنشأ فراعنة المملكة الجديدة فترة ازدهار غير مسبوقة بتأمين حدودها وتعزيز العلاقات الدبلوماسية مع جيرانها. شنت الحملات العسكرية تحت قيادة تحتمس الأول وحفيده تحتمس الثالث مدت نفوذ الفراعنة في سوريا وبلاد النوبة، تدعيماً للولاء وفتح فرص الحصول على الواردات الحساسة مثل البرونز والخشب. وبدء ملوك وفراعنة الدولة الحديثة حملة بناء واسعة النطاق لتعزيز الإله أمون، الذي ازدادت عبادته وكانت مقراً في معبد الكرنك. كما أنهم شيدوا الصروح لتمجيد الإنجازات الخاصة بهم، سواء كان حقيقيةً أو تخيلاً. وقد استخدمت الملكة الأنثى حتشبسوت مثل هذه الدعاية لتضفي شرعية على دعواها إلى العرش. وتميز عصرها الناجح بالبعثات التجارية إلى بنط، ومعبد جنائزي أنيق، بالإضافة إلى زوج من المسلات الضخمة ومعبد في الكرنك. وعلى الرغم من إنجازاتها، سعى ربيب حتشبسوت، تحتمس الثالث لمحو ارثها قبيل نهاية حكمة، الأمر الذي قد يكون بدافع الانتقام لاغتصابها عرشه.

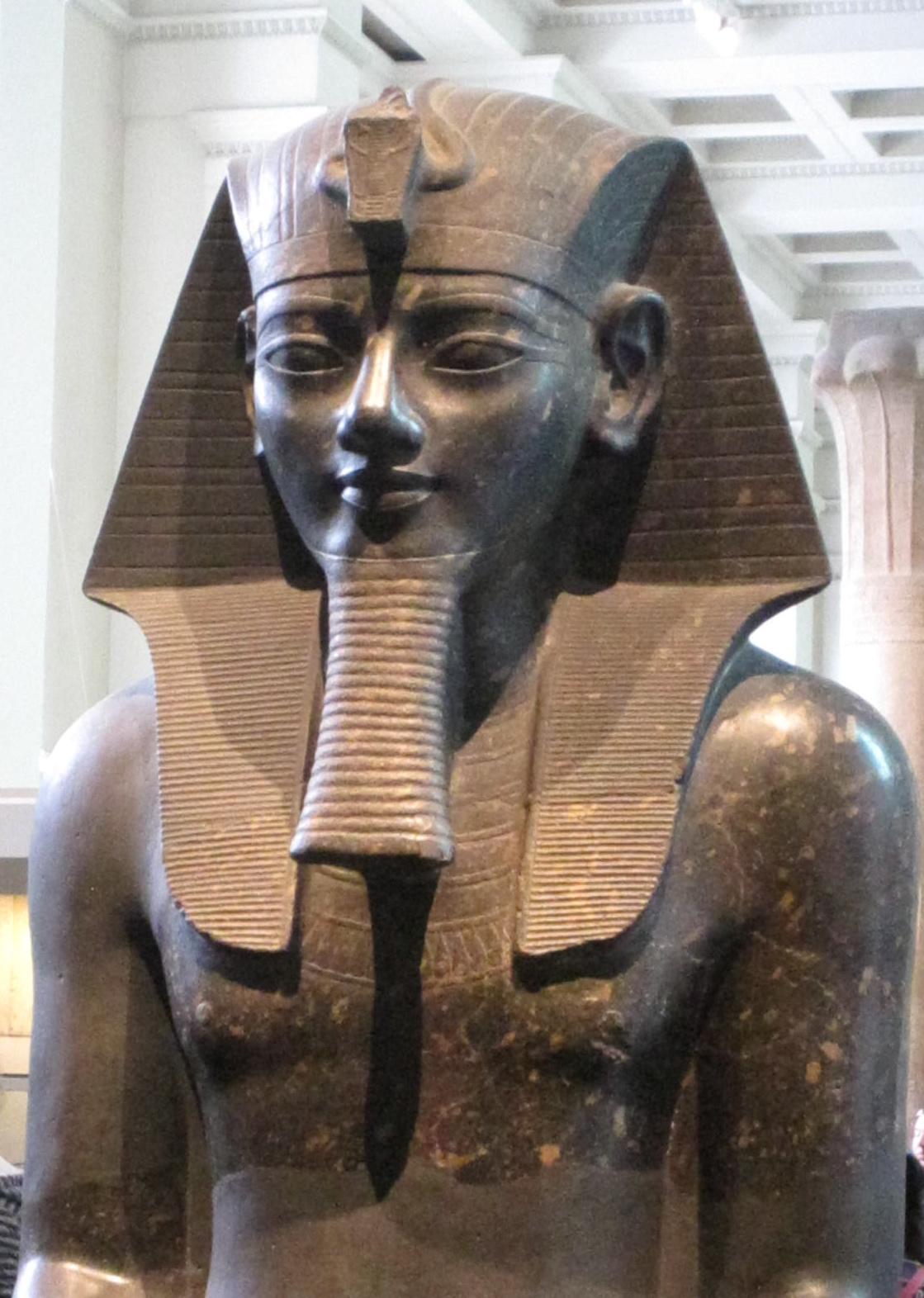
أمنحتب الثالث الفرعون التاسع من الأسرة الثامنة عشرة، اسمه يعني آمون راضً.

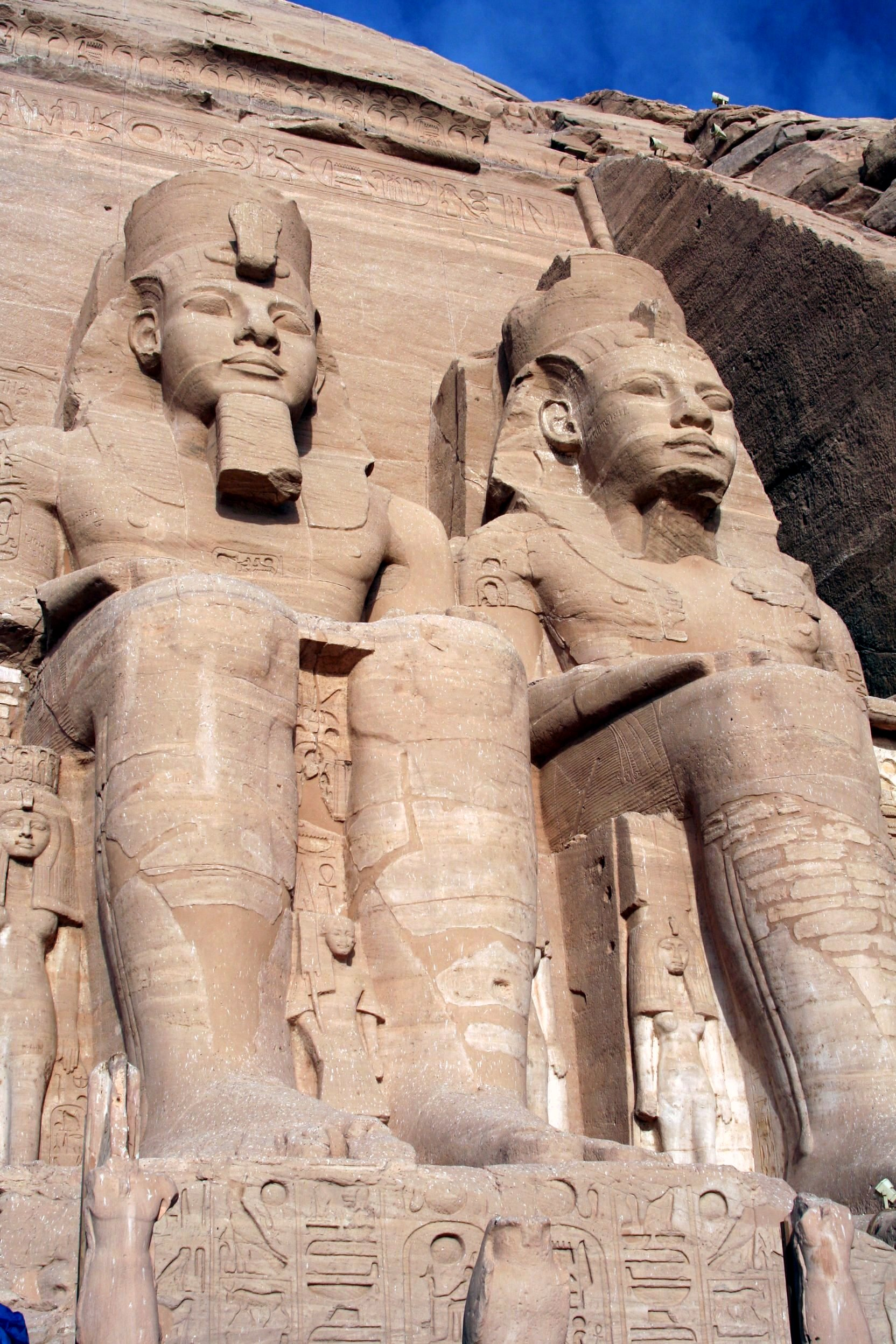
أربعة تماثيل ضخمة لرمسيس الثاني الجناح مدخل معبد أبو سمبل له.

حوالي العام 1350 ق.م، هُدِدَ استقرار الدولة الجديدة عندما وصل أمنحوتب الرابع إلى العرش، الذي وضع سلسلة من الإصلاحات الفوضوية والجذرية. بتغير اسمه إلى إخناتون (أي عبد أتون)، روج أمنحوتب الرابع إله الشمس أتون على أنه الإله الأعلى، وعلى أنه واحدٌ لا شريك له، ووحد عبادة جميع الآلهة في عبادة أتون، حيث قمع ومنع عبادة آلهة أخرى غير أتون، وهاجم سلطة وقوة المؤسسة الكهنوتية في ذلك الوقت. بالإضافة لنقله العاصمة إلى مدينة أخناتون الجديدة (تل العمارنة حالياً)، ولم يكترث للشؤون الخارجية وانكب على استيعاب نفسه في دينة الجديد وأسلوبه الفني. بعد وفاته، تم التخلي سريعاً عن عبادة أتون، وقام كلٌ من توت عنخ أمون وخپر خپرو رع آي، وحورمحب بمسح جميع التفاصيل العائدة لبدعة إخناتون، أو كما تعرف باسم فترة تل العمارنة.
وعند تولي رمسيس الثاني العرش، والمعروف أيضاً برمسيس العظيم، وذلك في حوالي 1279 ق.م، عمل على بناء المزيد من المعابد، وإقامة المزيد من التماثيل والمسلات، بالإضافة لإنجابه أطفال أكثر من أي فرعون في التاريخ. وقاد بجراءة في معركة قادش ضد الحيثيين، والتي أسفرت وبعد قتالٍ عنيف دام لأكثر من 15 عاماً، عن أول وأقدم معاهدة سلام عرفها التاريخ، وكان ذلك في العام 1258 ق.م. وكانت ثروة مصر ونمائها الاقتصادي والاجتماعي سبباً جعل مصر وأرضها أرضاً مغرية للغزو من القوى الأجنبية، خاصةً الليبيين وشعوب البحر. تمكن الجيش في بداية الأمر من صد هذه الغزوات وردعها، ولكن مع زيادة وتكثيف الغزوات فقد مصر السيطرة على أراضي سوريا وفلسطين. وزاد تأثير التهديدات الخارجية مع تفاقم المشاكل الداخلية مثل الفساد وسرقة المقابر والاضطرابات المدنية. وقام كبار الكهنة في معبد أمون في طيبة بجمع مساحات شاسعة من الأرض والثروة، وأدت قوتهم المتزايدة إلى انشقاق البلاد خلال الفترة الوسطى الثالثة (عصر الاضمحلال الثالث).

حوالي 730 قبل الميلاد الليبيين من الغرب كسر الوحدة السياسية للبلد.

### الفترة الانتقالية الثالثة
بعد وفاة رمسيس الحادي عشر في 1078 ق.م، فرض سمندس السلطة على الجزء الشمالي من مصر، وجعل مدينة تانيس مقر حكمه. أما الجنوب، فقد كان واقع فعلياً تحت سيطرة «كهنة آمون في طيبة»، الذين اعترفوا بحكم سمندس بالاسم فقط. وخلال هذا الوقت، استقر الليبيون ضمن قبائل في منطقة غرب الدلتا، وبدأ شيوخ تلك القبائل في زيادة سلطتهم تدريجياً. وسيطر أمراء ليبيا على الدلتا تحت إمارة شيشنق الأول في 945 ق.م، وأسس ما يسمى أسرة بوباستيس التي حكمت لنحو 200 عاما. كما سيطر شيشنق أيضا على جنوب مصر من خلال وضع أفراد من أسرته في مراكز كهنوتية هامة. ولكن بدأت سيطرة الليبيون في التآكل مع نشأت سلالات منافسة في منطقة دلتا وتهديد أسرة مملكة الكوش من الجنوب. وبحلول 727 ق.م، غزا الملك الكوشي بعنخي الشمال، وسيطر في نهاية المطاف على طيبة والدلتا.
انهارت هيبة مصر بعيدة المدى انهيرا كبيرا نحو نهاية الفترة الوسطى الثالثة. حيث قل حلفائها الأجانب في إطار نفوذ الإمبراطورية الآشورية وبحلول 700 قبل الميلاد أصبحت الحرب بين البلدين أمرا حتميا. بدء الآشوريين هجومهم وغزوهم على مصر في الفترة بين 671 و 667 ق.م. وقد امتلأت منطقة كل من الملكي الكوشيين طهارقة وخليفته، تنتامانى، بصراع مستمر مع الآشوريين، ضد الحكام النوبيين الذين تمتعوا بالعديد من الانتصارات. في نهاية المطاف، دفع الآشوريين الكوشيون وأجبروهم على العودة إلى النوبة، واحتلوا ممفيس، وعزلوا معابد طيبة.

### العصر المتأخر
مع عدم وجود خطط دائمة للغزو، ترك الآشوريون السيطرة على مصر لسلسلة من التوابع التي أصبحت تعرف باسم ملوك سايت من الأسرة السادسة والعشرين. وبحلول 653 ق.م تمكن ملك السايت إبسماتيك الأول من طرد الآشوريين بفضل المرتزقة اليونانية الذين تم تجنيدهم لتشكيل أول بحرية مصرية. ثم امتد تأثير اليونان بشكل كبير حيث أصبحت مدينة نيكراتيس وطن اليونانيين في منطقة دلتا. واستقر ملوك سايت في مقرهم الجديد في العاصمة سايس لفترة وجيزة لكونها شهدت نشاط في الاقتصاد والثقافة، ولكن في 525 ق.م، بدأ الفرس ذو النفوذ بقيادة قمبيز الثاني، غزوهم لمصر، وفي النهاية اسر الفرعون بسماتيك الثالث في معركة الفرما. ثم تولى قمبيز الثاني لقب فرعون رسميا، لكنه حكم مصر من مسقط رأسه شوشان، وترك مصر تحت حكم أحد الساتراب. وقد شهد القرن الخامس قبل الميلاد نجاح بعض الثورات ضد الفرس، ولكن مصر لم تكن قادرة على الإطاحة الدائمة بالفرس.
وبعد ضم مصر من قبل الفرس، انضمت مصر مع قبرص وفينيقيون في الساتراب السادس من الامبراطورية أخمينيونية الفارسية. انتهت الفترة الأولى من الحكم الفارسي على مصر، والمعروفة أيضاً بالأسرة السابعة والعشرين، في 402 ق.م، وفي الفترة ما بين 380-343 ق.م، حكمت الأسرة الثلاثون كأخر الأسر الملكية المحلية في مصر، والتي انتهت من مع حكم الملك ناخثورب الثاني. حدثت بعد ذلك محاولة متواضعة لاستعادة الحكم الفارسي، تعرف أحياناً باسم الأسرة الحادية والثلاثون، بدئت في 343 ق.م، وانتهت بعدها في 332 ق.م بتسليم الحاكم الفارسي مازاسيس بتسليم مصر إلى الإسكندر الأكبر من دون قتال.

### أسرة البطالمة
غزا الإسكندر الأكبر مصر في 332 ق.م، ووجد مقاومة لا تذكر من الفرس، في حين رحّب به من قبل المصريون باعتباره المخلص من الحكم الفارسي. استندت الإدارة التي أنشئها البطالمة خلفاء الإسكندر، على النموذج المصري للحكم، واتخذت من مدينة الإسكندرية الجديدة عاصمة لها. وكان الغرض الأساسي لها هو عرض قوة وسيادة الحكم اليوناني، وأصبحت مقرا للتعليم والثقافة، وتركزت في مكتبة الإسكندرية الشهيرة. وأضاءت منارة الإسكندرية الطريق لكثير من السفن التجارية التي تتدفق عبر المدينة، حيث جعل البطالمة التجارة والمشاريع المدرة للدخل، مثل صناعة ورق البردي، على رأس الأولويات.
ولم تحل الثقافة اليونانية محل الثقافة الوطنية المصرية، حيث أيد البطالمة التقاليد الاجتماعية والدينية المتبعة على مر الزمان في محاولة لضمان ولاء السكان. وقاموا ببناء معابد جديدة على غرار الطراز المصري لدعم المعتقدات الدينية التقليدية، وصوروا أنفسهم كالفراعنة. من جهة أخرى، اندمجت بعض التقاليد المصرية واليونانية معا، حيث ولفت الألهة المصرية مع اليونانية في إطار ديني واحد، مثل سيرابيس، وأعمال الزخرفة اليونانية التي جسدت وتأثرت بالزخارف المصرية التقليدية. وعلى الرغم من الجهود المبذولة لتهدئة المصريين، اعترض البطالمة تمرد محلي كان من الأسر المحلية المنافسة، وتجمع الإسكندرية ذو النفوذ الذي تشكل بعد وفاة بطليموس الرابع. بالإضافة إلى ذلك، ومع ازدياد اعتماد روما على واردات الحبوب من مصر، أولى الرومان اهتماماً كبيراً للحالة السياسية للبلاد. وأدى تواصل الثورات المصرية، والطموح السياسي لدى البعض والمعارضين السوريين الأقوياء إلى عدم استقرار الأوضاع الداخلية، مما أجبر روما على إرسال قوات لتأمين البلاد باعتبارها مقاطعة من الامبراطورية.

### الهيمنة الرومانية

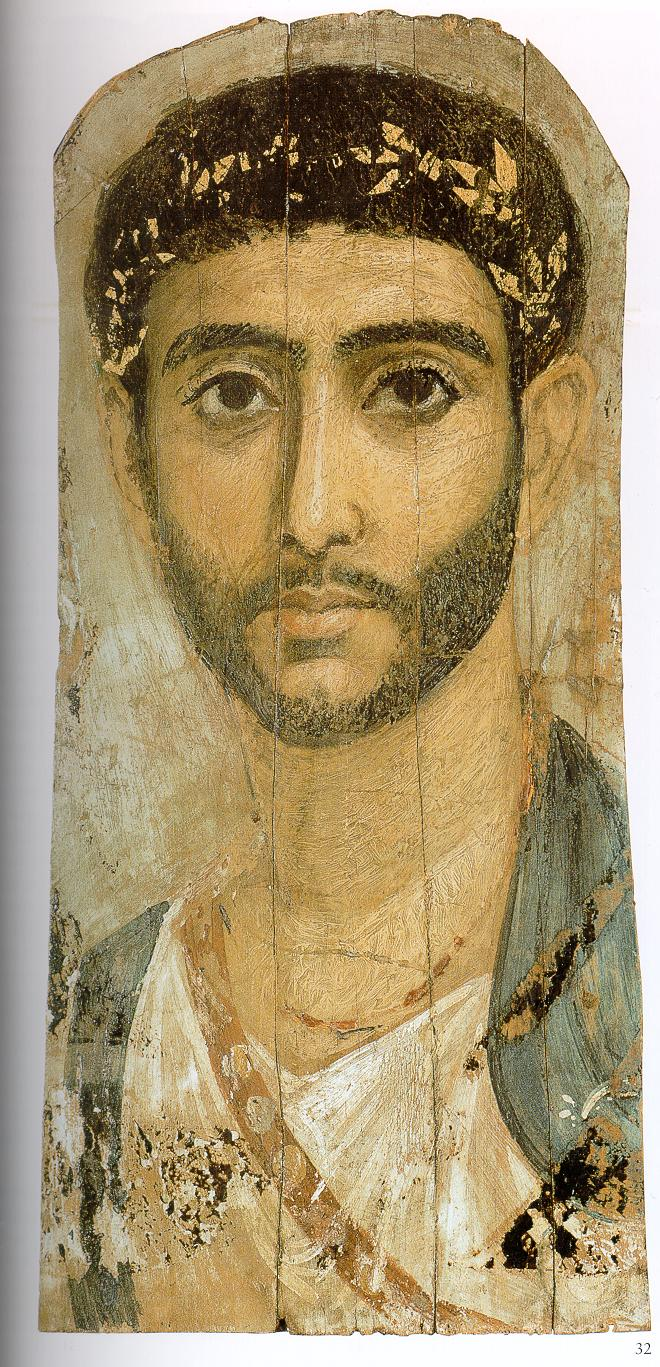
جسدت لوحات مومياوات الفيوم تداخل الثقافة الرومانية مع الثقافة المصرية الفرعونية.

أصبحت مصر محافظة من الإمبراطورية الرومانية في العام 30 ق.م، بعد هزيمة ماركوس أنطونيوس والملكة البطلمية كليوباترا السابعة من قبل أغسطس قيصر في معركة أكتيوم. واعتمد الرومان بشكل كبير على شحنات الحبوب القادمة من مصر، وقمعت الفيالق الرومانية التمرد والمتمردين، وساعدت في تحصيل الضرائب الكبيرة، وكافحت ظاهرة قطاع الطرق والتي كانت منتشرة بكثرة في ذلك الوقت. وأصبحت الإسكندرية مركزاً متزايد الأهمية على طريق التجارة مع الشرق، في الوقت الذي زاد فيه الطلب في روما على وسائل الرفاهية والكماليات.
على الرغم من أن الرومان كانوا أكثر عداءً تجاه المصريين من اليونانيين، استمرت بعض التقاليد مثل التحنيط وعبادة الآلهة التقليدية. وازدهر فن تصوير المومياء، وصور بعض من الأباطرة الرومان أنفسهم كالفراعنة، ولكن ليس بنفس القدر في عصر البطالمة. وأصبحت الإدارة المحلية رومانية في الأسلوب ومغلقة أمام المصريون.
منذ منتصف القرن الأول الميلادي، ترسخت وانتشرت الديانة المسيحية في الإسكندرية لأنها كانت تعد عبادة أخرى يمكن أن تكون «مقبولة». غير أنه دين لا يقبل الوثنية ويسعى إلى الحصول على المهتدين من الوثنية ويهدد التقاليد الدينية الشعبية. وأدى ذلك إلى اضطهاد المتحولين إلى المسيحية، وبلغ هذا الاضطهاد ذروته في عمليات التطهير الكبيرة في عصر ديوكلتيانوس بدءا من عام 303 ميلادي، إلا أنه وفي نهاية المطاف استطاعت المسيحية أن تنتشر بعد اعتناق إمبراطور مصر لها. وفي سنة 391 ميلادي أصدر الإمبراطور المسيحي ثيودوسيوس الأول تشريعاً يحظر الطقوس الوثنية وأغلق المعابد. وبذلك أصبحت الإسكندرية مسرحاً لأعمال شغب مناهضة للوثنية وتدمير للرموز الدينية الخاصة والعامة. ونتيجة لذلك، استمرت ثقافة مصر الوثنية في الانحدار والاندثار. في حين واصل السكان الأصليين التحدث بلغتهم، اختفت ببطء القدرة على قراءة الكتابات الهيروغليفية حيث تضاءل دور كهنة وكاهنات المعابد المصرية. وتم تحويل بعض المعابد إلى كنائس، وتهجير أخرى.

## الحكومة والاقتصاد

### الإدارة والتجارة

فحجم تمثال الفرعون كان يصور عادة ارتداء الرموز الملكية والسلطة.

كان الفرعون -من الناحية النظرية على الأقل- العاهل المطلق للبلاد، ويملك السيطرة الكاملة على الأرض ومواردها. وكان الملك القائد الأعلى للجيش ورئيس للحكومة، والذي اعتمد على مسؤولين بيروقراطيين في إدارة شؤونه. الرجل الثاني في القيادة والمسئول عن الإدارة هو الوزير، الذي يعد نائب الملك وممثله، حيث نسق عمليات مسح الأراضي، والخزانة، وبناء المشاريع، والنظام القانوني والمحفوظات. وعلى الصعيد الإقليمي، كانت البلاد مقسمة إلى ما يصل إلى 42 منطقة إدارية تسمى كل منها قطاعات يحكمها رئيس القطاع، الذي كان مسؤولا أمام الوزير عن نطاق سلطته. وشكلت المعابد العمود الفقري والبنية الأساسية للاقتصاد. حيث لم يقتصر دورها على أنها دور العبادة فقط، ولكن كانت مسؤولة أيضاً عن جمع وتخزين الثروة الوطنية في نظام من مخازن الحبوب والخزانات التي يديرها المشرفين ثم يقوموا بإعادة توزيعها.
كان جزء كبير من الاقتصاد ينظم مركزيا ومحكم برقابة صارمة. على الرغم من أن المصريين القدماء لم يستخدموا العملات حتى العصر المتأخر، إلا أنهم استخدموا نوع من نظام مقايضة المال، باستخدام أكياس قياسية من الحبوب و«الديبن»، ذات وزن تقريبي 91 جراماً من النحاس والفضة. حيث تقاضى العمال أجورهم بالحبوب؛ فالعامل البسيط قد يكسب خمسة حصص ونصف (ما يقارب 200 كجم) من الحبوب شهريا، في حين أن كبير العمال قد يكسب سبعة حصص ونصف (250 كجم). كانت الأسعار ثابتة في جميع أنحاء البلاد ومسجلة في قوائم لتسهيل التجارة، على سبيل المثال كانت تكلفة القمصان خمسة ديبن من النحاس، في حين أن تكلفة البقرة 140 ديبن. كما أمكن تبادل الحبوب مع السلع الأخرى، وفقا لقائمة الأسعار الثابتة. وخلال القرن الخامس قبل الميلاد، اخترع المال وقدم إلى مصر من الخارج. في البداية استخدمت العملات كقطع موحدة من المعدن النفيس بدلا من المال الحقيقي، ولكن سرعان ما اعتمد التجار الدوليون على العملات في القرون التالية.

### الحالة الاجتماعية
كان المجتمع المصري مجتمعًا طبقيًّا بدرجة عالية، وكانت الفئة الاجتماعية عنصر مهم في كيان وشخصية المرء. احتل المزارعون النصيب الأكبر من السكان في ذلك الوقت، إلا أن المنتجات والأراضي الزراعية كانت مملوكة من قبل الدولة أو المعبد أو في بعض الأحيان تكون مملوكة من قبل أحد الأسر النبيلة. كما خضع المزارعون لضريبة العمل، وكانوا يعملون في مشاريع البناء أو الري بنظام سخرة|السُخرة. أما الفنانين والحرفيين، فقد كانوا بمركز أعلى وأرقى من فئة المزارعين، إلا أنهم كانوا أيضاً تحت سيطرة الدولة المباشرة، حيث كانوا يعملون في معابد الدولة، ويتلقون رواتبهم مباشرةً من خزينة الدولة. وشكل الكُتاب والمسؤولون الطبقة العليا في مصر القديمة، أو ما يسمى «طبقة التنورة البيضاء» في إشارة إلى الملابس البيضاء التي كانت بمثابة علامة على مكانتهم. وصور الأدب والفن بشكل واضح وضع الطبقة العليا من الشعب، حيث حظوا بنصيبٍ وافرٍ من الذكر والإشارة في مجالات الثقافة المختلفة. واحتل الكهنة والأطباء والمهندسين المدربين على اختصاصات معينة المرتبة ما قبل مرتبة النبلاء. وقد عرفت مصر القديمة العبودية في ذلك الوقت، لكن لا تزال المعلومات والدلائل عليها ذات نطاق ضيق.
ساوى قدماء المصريون قانونياً بين جميع الطبقات الاجتماعية، من الرجال والنساء إلا العبيد، حيث كان لأقل الفلاحين التقدم بالالتماس إلى الوزير وحاشيته طلباً للعدل. وجعل لكلٌ من الرجال والنساء الحق في امتلاك وبيع الممتلكات، وتنظيم العقود والحق في الزواج والطلاق، بالإضافة للحق في الميراث وإنشاء محاكم للفض بين المنازعات القانونية. وقد أمكن للمتزوجين التملك معاً، وبصورة مشتركة. بالإضافة إلى حماية المرأة عند الطلاق، حيث تنص عقود الزواج على الالتزامات المالية للزوج على زوجته وأولاده حتى بعد الطلاق. وبمقارنة النساء مع نظرائهم في اليونان القديمة، بل وحتى مع حضارات أكثر حداثة، كانت للمرأة المصرية في ذلك الوقت حرية اختيار، وفرص متاحة للتحقيق أكثر من أي امرأة أخرى في تلك الحقبة. فأصبحت نساء مثل حتشبسوت وكليوباترا من الفراعنة، في حين أن البعض الآخر مارس سلطة كبيرة مثل زوجات آمون المقدسة. وعلى الرغم من كل تلك الحريات، لم تشارك المرأة المصرية القديمة في الأدوار الرسمية الرئيسية، وخدمت كعنصر ثانوي في المعابد، وعموماً، لم تكن المرأة تحصل على نفس القدر من التعليم مقارنةً مع الرجال.

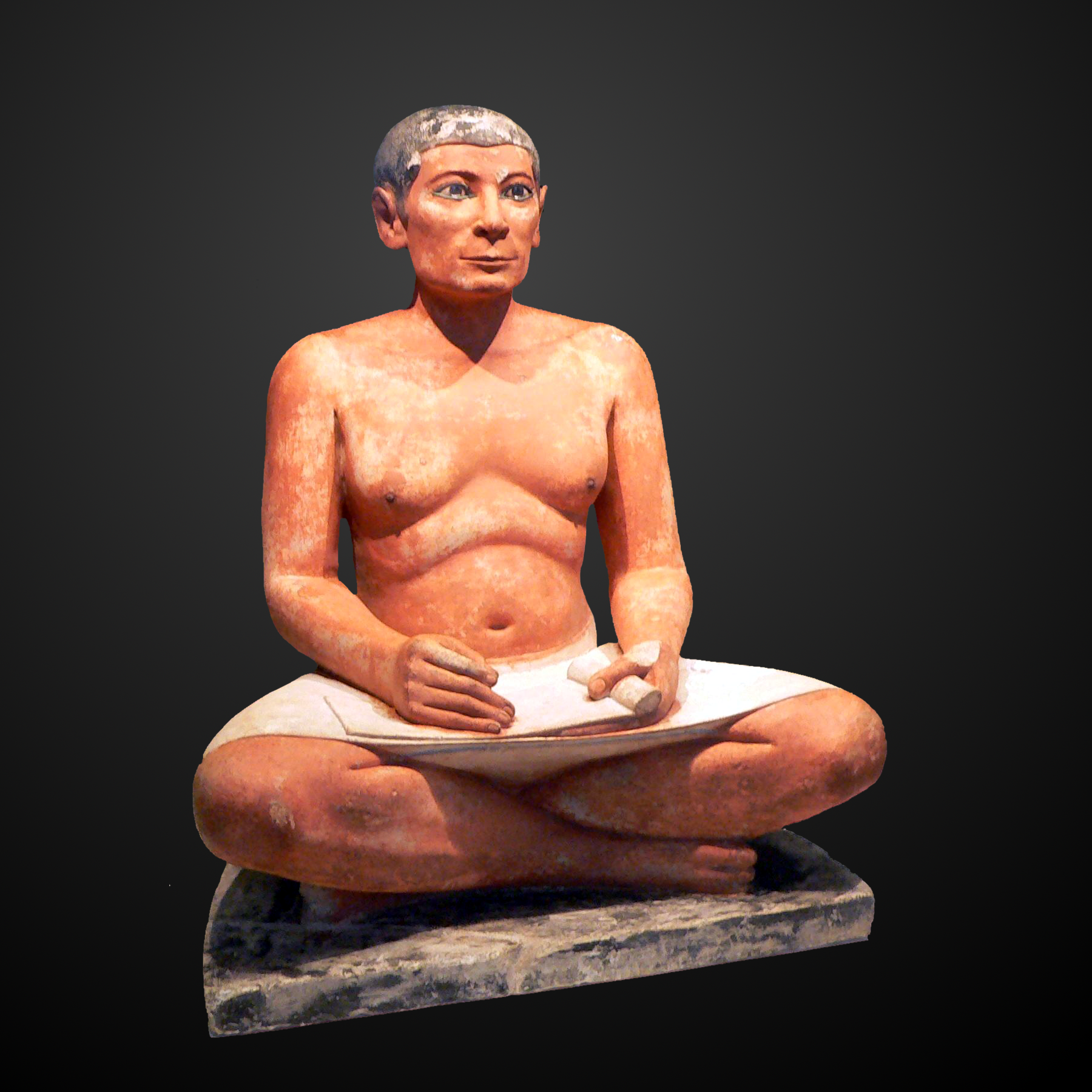
وكانت تماثيل الكتبة النخبة وتعليما جيدا. تقييم والضرائب، والاحتفاظ بالسجلات، وكانت مسؤولة عن الإدارة.

### النظام القانوني
رأس الفرعون النظام القانوني رسمياً، وكان مسؤولاُ عن سن القوانين وتحقيق العدالة، والحفاظ على القانون والنظام، وهو مفهوم لدى المصريين القدماء ويشار إلى بالآله ماعت. وعلى الرغم من عدم وجود أي قوانين باقية حتى الآن من مصر القديمة، أظهرت وثائق إحدى المحاكم أن القانون المصري كان قائم على وجود نظرة عامة حسية بالصواب والخطأ، حيث كان يشدد على ضرورة التوصل إلى اتفاقات وتسويات سلمية للنزاعات والصراعات. وكان مجلس الشيوخ المحلي، المعروف باسم الكينبيت  في الدولة الجديدة، المسؤول عن البت في القضايا والخلافات الصغيرة التي تعرض على المحكمة. أما عن النزاعات والصراعات الأشد خطورة، مثل القتل، واختلاس أراضي الدولة، والسطو على المقابر فكانت تحال إلى ما يسمى الكينبيت الكبير الذي يترأسه الوزير أو الفرعون نفسه في بعض الحالات. وكان من المتوقع أن يمثل المدعون والمدعى عليهم بأنفسهم ويُطلب منهم قسم اليمين على قول الحقيقة. في بعض الحالات، أخذت الدولة دور كل من المدعي العام والقاضي، وكان تعذيب المتهم بالضرب للحصول على اعتراف وأسماء أي من المتآمرين أمرٌ لا بآس به. ولا يهم إذا ما كانت التهم تافهة أو خطيرة، حيث يقوم كتبة المحكمة بتوثيق الشكوى، والشهادة، والحكم الصادر في القضية للرجوع إليها في المستقبل عند الحاجة.
ينطوي العقاب في الجرائم البسيطة إما على فرض الغرامات، أو الضرب، أو التشويه في الوجه، أو النفي، وهذا يتوقف على شدة الجريمة. أما الجرائم الخطيرة مثل القتل وسرقة المقابر فكانت عقوبتها الإعدام، والتي تتم بقطع الرأس، أو الإغراق، أو وضع الجاني على عمود ليخترق جسمه. وقد تمتد العقوبة لتشمل عائلة الجاني. وابتداء من المملكة الجديدة، لعب الأوراكل (أشخاص على اتصال بالآله) دوراً رئيسياً في النظام القانوني، وإقامة العدل في القضايا المدنية والجنائية. حيث كانوا يقومون بسؤال الآلة سؤال يكون جوابه «نعم» أو «لا» بشأن صحة وحقيقة قضيةً ما. ثم يصدر الإله الحكم، يقوم به عدد من الكهنة، عن طريق اختيار واحدة أو أخرى مباشرةً، أو التحرك إلى الأمام أو الخلف، أو الإشارة إلى واحد من الأجوبة المكتوبة على قصاصة من ورق البردي أو قطعة حجر.

### الزراعة

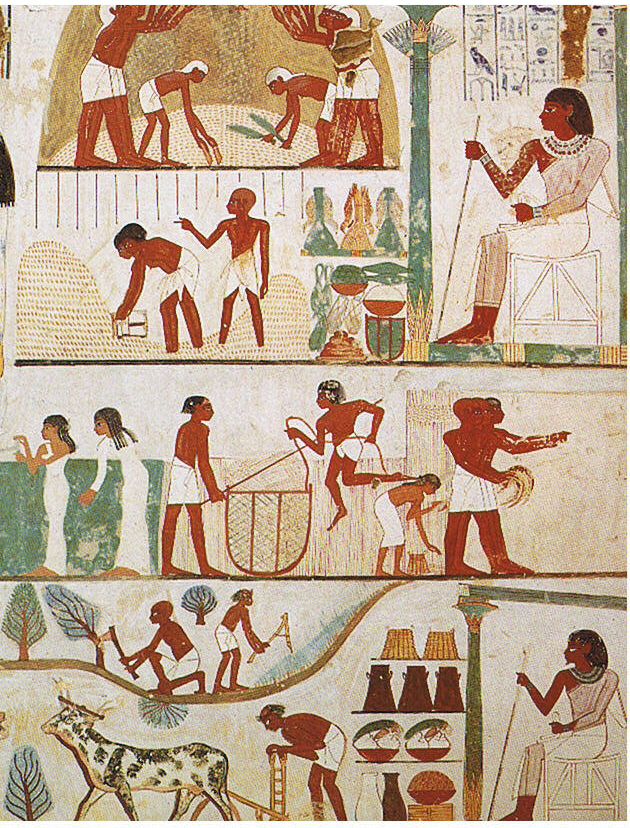
ويصور عمال الإغاثة قبر حراثة الحقول، حصاد المحاصيل، ودرس الحبوب تحت إشراف أحد المشرفين.

ساهمت مجموعة من المعالم الجغرافية المواتية في نجاح الثقافة المصرية القديمة، والتي من أهمها كانت التربة الخصبة الغنية والناجمة عن الفيضان السنوي لنهر النيل. ولذلك كان المصريون القدماء قادرون على إنتاج كمية وافرة من الغذاء، والتي تسمح للسكان بتكريس مزيد من الوقت والموارد للأنشطة الثقافية والتكنولوجية والفنية. كما كانت إدارة الأراضي أمر بالغ الأهمية في مصر القديمة بسبب الضرائب المقررة على أساس مساحة الأراضي المملوكة للشخص.
اعتمدت الزراعة في مصر على دورة نهر النيل. عرف المصريون ثلاثة فصول في السنة؛ أخت (الفيضان)، بيريت (الزراعة)، شيمو (الحصاد). ويستمر موسم الفيضانات من يونيو وحتى سبتمبر، حيث يرسب على ضفاف النهر طبقة من الطمي الغنية بالمعادن المثالية لزراعة المحاصيل. بعد انحسار مياه الفيضان، يبدأ موسم النمو من أكتوبر وحتى فبراير. ثم يزرع ويحرث المزارعون البذور في الحقول، والتي كانت تُروى من المصارف والقنوات. وكان اعتماد المزارعين على مياه النيل بشكل أساسي لكون نصيب مصر السنوي من الأمطار قليلٌ نسبياً بالمقارنة بحجم الفيضان. وفي الفترة من مارس إلى مايو، يستخدم المزارعون المنجل لحصد محاصيلهم، ثم تدخل الحبوب في عملية لفصل القش من الحبوب، بعد ذلك تقشر الحبوب وتخمر لصنع الجعة أو تخزن لاستخدامها لاحقاً.
قام المصريون القدماء بزراعة قمح ايمر والشعير، وعدد آخر من محاصيل الحبوب، والتي تستخدم لصنع مكونان الغداء الرئيسيان، الخبز وشراب الشعير. واقتلعوا نباتات الكتان قبل ازدهارها، والتي تزرع من أجل ألياف سيقانها. ثم تنقسم هذه الألياف على مدى طولها وتنسج إلى خيوط والتي تستخدم في نسج أقمشة الكتان لصنع الملابس. كما استخدام البردي النامي على ضفاف النيل لصنع الورق. أما الخضروات والفاكهة، فقد كانت تزرع في حدائق مخصصة، بالقرب من منطقة سكنية ومرتفع، وكانت لابد أن تسقى باليد. وشملت الخضراوات الكراث والثوم والبطيخ والقرع والبقول، والخس وغيرها من المحاصيل، بالإضافة إلى العنب الذي صُنع منه الخمر.

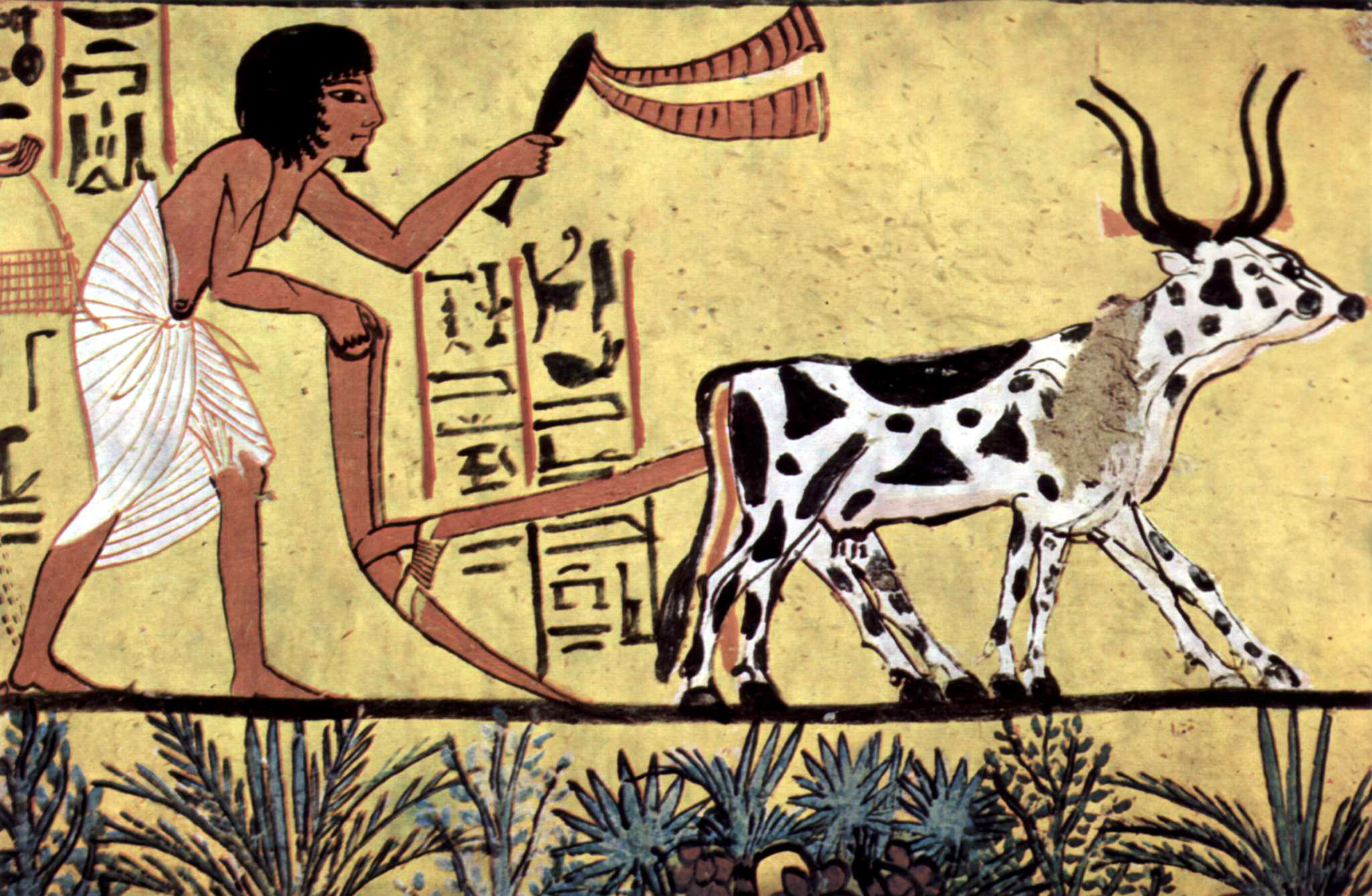
Sennedjem المحاريث حقوله مع زوج من الثيران، كما تستخدم الحيوانات من عبء ومصدرا من مصادر الغذاء.

### الحيوانات
اعتقد المصريون أن العلاقة المتوازنة بين الناس والحيوانات عنصرا أساسيا في النظام الكوني، ومن ثم أعتقد أن الإنسان والحيوان والنبات أعضاء من كيان واحد. ولذلك كانت الحيوانات، سواء المستأنسة أو البرية، تشكل مصدراً حيوياً للروحانية، والرفقة، ومؤازرة القدماء المصريين. وشكلت الماشية أهم الموارد الحيوانية؛ وكانت الحكومة تجمع الضرائب على الثروة الحيوانية في إحصاءات رسمية منتظمة، وعكس حجم القطيع مكانة وأهمية النبلاء أو المعبد التي تملكها. وربى المصريون القدماء أيضاً الأغنام والماعز والخنازير. أما الطيور المستأنسة مثل البط والإوز والحمام فقد حجزت في شباك ورُبيت في مزارع، حيث غُذيت بالإكراه بالعجين لغرض تسمينها. وكان النيل مصدراً وفيراً من الأسماك والثروة السمكية. واستأنس النحل منذ -على الأقل- عصر الدولة القديمة، وزودت المصريين بالعسل والشمع.
وكان استخدام الحمير والثيران إما لغرض الحمل والنقل أو الحرث وتنسيق التربة. ساهمت الثيران -الخَصبة تحديداً- بلحومها وكانت جزءاً أساسياً من طقوس القرابين. وأدخل الهكسوس الخيول في المرحلة الانتقالية الثانية إلى البلاد، ولم تظهر الإبل كحيوانات عاملة إلا في العصر المتأخر رغم اكتشافها منذ الدولة الحديثة. وهناك أيضا أدلة تشير إلى أن الفيلة استخدمت لفترة قصيرة في العصر المتأخر، ولكن تم الاستغناء عنها إلى حد كبير بسبب نقص المراعي البرية التي تحتاجها. كانت الكلاب والقطط والقرود حيوانات أليفة لدى العامة، في حين أن الحيوانات الأكثر تطرفاً وغرابة على المصريين مثل الأسود، كانت تستورد من وسط أفريقيا وتمتلك من قبل النبلاء والملوك فقط. وقد لاحظ هيرودوت أن المصريين هو الشعب الوحيد في ذلك الوقت الذي ربى الحيوانات داخل منازلهم. وخلال الفترتين، فترة ما قبل الأسر والعصر المتأخر، انتشرت بشكل كبير وشعبي للغاية عبادة الآلهة في شكل وهيئة حيواناتهم، مثل القط باستت، وأبو منجل تحوت، وقد ربيت هذه الحيوانات في المزارع بأعداد كبيرة لغرض طقوس التضحية.

### الموارد الطبيعية
مصر هي منطقة غنية بأحجار البناء والديكور مثل خام النحاس والرصاص والذهب، والأحجار شبه الكريمة. أتاحت هذه الموارد الطبيعية لقدماء المصريين بناء النصب التذكارية، ونحت التماثيل، وصناعة الأدوات وأنماط المجوهرات. وفي التحنيط، استخدم المحنطون الملح من واد النطرون لصنع المومياء، والجبس لصنع الجص. وتم العثور على تكوينات صخرية تحمل معادن خام في بعض الأماكن، حيث وجدت في صحراء سيناء، والوديان البعيدة في الصحراء الشرقية، مما تطلب بعثات استكشافية كبيرة الحجم تحت سيطرة الدولة لجلب والحصول على الموارد الموجودة هناك. كما كان هناك مناجم ذهب كثيفة في النوبة، وتعد واحدة من أولى الخرائط المعروفة في العالم هي لمنجم ذهب في هذه المنطقة. كما كانت منطقة وادي الحمامات أبرز مصادر الجرانيت والأحجار الرملية والذهب. وكان حجر الصوان أول معدن جمع واستخدم في صنع الأدوات، وتعتبر الفأس اليدوية المصنوعة من الصوان هي أقرب شواهد السكن في وادي النيل. وقد قشرت العقيدات من المعادن بعناية لجعل الشفرات والنصال معتدلة الصلابة والمتانة حتى بعد استخدام النحاس لهذا الغرض.
واستخرج المصريون الرصاص من منطقة جبل الرصاص، وعمدوا على إدخال صناعته إلى التماثيل الصغيرة وأثقال شبكة الصيد. وكان النحاس هو أكثر المعادن الهامة لصنع الأدوات في مصر القديمة، وكانت تصهر في أفران من المرمر الخام المستخرج من سيناء. وجمع العمال الذهب بغسل كتل الذهب لتصفيته من الشوائب وأخذ الرواسب، أو -في بعض الأحيان- عن طريق تكرير عملية طحن كتل الذهب وغسلها لتفريقها عن الكوارتز. أما رواسب الحديد فتم العثور عليها في مصر العليا، ولم تستخدم إلا في العصر المتأخر. وكانت أحجار البناء عالية الجودة توجد بوفرة في مصر؛ حيث وجد وبحث المصريون القدماء عن الحجر الجيري على طول وادي النيل، والجرانيت من أسوان، والبازلت والحجر الرملي من أودية الصحراء الشرقية. انتشرت رواسب أحجار الزينة مثل الرخام السماقي والأحجار الرملية، والمرمر والكارملين في أنحاء الصحراء الشرقية، وجمعت حتى قبل نشأة الأسرة الأولى. وفي الفترتين البطلمية والرمانية، استخرج عمال المناجم الزمرد في منطقة وادي سيكات، وحجر الجمشت الكريم من وادي الهدي.

### التجارة
تعامل المصريون القدماء بالتجارة مع الدول الخارجية المجاورة للحصول على السلع الغريبة النادرة التي لا توجد في مصر. وبدأت التجارة مع النوبة في عصر ما قبل الأسر، لجلب على الذهب والبخور. أقاموا أيضا نشاطاً تجارياً مع فلسطين، حيث اتضح من نمط أباريق الزيت الفلسطينية التي وجدت في قبور فراعنة الأسرة الأولى. واستمرت مستعمرة مصرية في جنوب كنعان حتى قبل الاسرة الأولى بقليل. وقام الملك نارمر بتصدير الفخار المصري المنتج في كنعان إلى مصر.
و مع بداية حكم الأسرة الثانية، تاجر المصريين جبيل وأصبحت مصدراً حيوياً لنوعية الأخشاب غير الموجودة في مصر. وبعد تولي الأسرة الخامسة الحكم، وفرت بلاد بنط للمصرين الذهب، والراتنجات المعطرة وخشب الأينوس والعاج، وبعض الحيوانات البرية مثل القردة والرباح. واعتمدت مصر في القصدير على الأناضول، حيث وردت لهم كميات كبيرة من القصدير وامدادات ضرورية من النحاس، اللذان يعتبران ضرورياً لصنع البرونز. وقد اهتم المصريون بحجر اللازورد الأزرق وقدروا قيمته، غير انه تطلب الحصول عليه جلبه من أفغانستان البعيدة. وشملت قائمة شركاء المصريين في البحر الأبيض المتوسط اليونان وكريت، اللذان قدما سلع وإمدادات كان أهمها زيت الزيتون. وفي مقابل الواردات الفاخرة والمواد الخام التي استوردتها مصر، صدرت مصر بشكل رئيسي الحبوب، والذهب، والكتان، وورق البردى، إضافة إلى السلع تامة الصنع، متضمنتاً المواد المصنوعة من الحجارة والزجاج.

## العلاقات الخارجية

### علاقة مصر باليمن القديم
تتميز العلاقة بين مصر واليمن بالقدم وترجع جذورها لأيام ما قبل التاريخ، وقد تنوعت هذه العلاقات لتشمل النواحي السياسية والاقتصادية والثقافية والتعليمية.
• العلاقات السياسية والاقتصادية: أحدث محمد علي تغيرات جذرية في الانظمة التي كانت سائدة قبل وصوله إلى الحكم في كل من مصر واليمن والتي شملت الزراعة والصناعة والتجارة، وأهم متعلقات التجارة من السلع المتبادلة بين مصر واليمن، وكذلك الدور الذي قامت به الموانئ المصرية واليمنية في ازدهار العملية التجارية بين البلدين والعملة المستخدمة في التبادل التجاري، إضافة إلى الموازين والمكاييل وأهم ما طرأ عليهما من متغيرات في ظل وقوع كل من البلدين تحت سيادة حاكم واحد.
• العلاقات الثقافية: تُشكل رُكناً أساسياً من أركان العلاقات بين البلدين لعاملين أساسيين: الأول وقوع البلدين تحت حُكم دولة كبرى واحدة بداية بالدولة العربية الإسلامية والأموية والعباسية والفاطمية ومروراً بالدولة الأيوبية والمملوكية والعثمانية ووصولاً إلى الدولة المصرية، والعامل الثاني تبادل الزيارات العلمية من طريق الطلاب والعلماء من خلال الجامع الأزهر والذي كان ولا يزال مؤسسة عربية إسلامية كبرى توثق فيها وشائج المحبة والتفاهم بين أبناء مختلف الشعوب.
• العلاقات الاجتماعية: الاجتماعية فقد كان لانفتاح افراد المجتمعين المصري واليمني على بعضهما البعض وانتشارهم في معظم أحياء وشوارع وقرى ومدن البلدين دور في الاحتـكاك والتعامل اليومي من خلال الأنشطة الاقتصادية المختلفـة إلى توطيد العلاقات الاجتماعية بينهم، ومن ثم التشابه في الكثير من العادات والتقاليد والتي لا تزال تمثل جزءاً من الموروثات الشعبية.
تتسم العلاقات المصرية اليمنية بعمق تاريخي متميز ودور مصري لا يمكن تجاهله خلال فترات طويلة ومساندة مصرية. وتشكلت الخصوصية في العلاقات اليمنية المصرية، من تداخل عدة عوامل ارتباط أبرزها العامل التاريخي والثقافي، والعامل الاستراتيجي والأمني
العلاقات المصرية اليمنية قديمة للغاية ولعل من أقدم الشواهد الذي يشير إلى تواصل البلدين كان تلقي الإمبراطور المصري تحتمس الثالث هدية من تجار سبئيين وكان التجار اليمنيون المورد الرئيس للبخور إلى المعابد المصرية القديمة 

## اللغة

### التطور التاريخي
| r · Z1 | n | km | m | t · O49 |

| r · Z1 | n | km | m | t · O49 |

تصنف اللغة المصرية كلغة شمال أفرو آسيوية، ترتبط ارتباطاً وثيقاً بالبربرية واللغات السامية. ولها تاريخ أطول من أي لغة على وجهه الأرض، حيث كُتبت من 3200 ق.م إلى العصور الوسطى والمتبقية، وظلت تنطق لفترة أطول بعد توقف كتابتها. وقد تطورت اللغة المصرية ومرت بمراحل عدة، فبدايةً كانت اللغة المصرية القديمة، ثم أصبحت المصرية الوسطى، وبعد ذلك ظهرت اللغة المصرية المتأخرة، ثم الديموطيقية والقبطية. ولا تظهر الكتابات المصرية أي اختلافات قبل القبطية، ولكنها كانت على الأرجح منطوقة في جميع أنحاء ممفيس وطيبة.
وكانت تعتبر المصرية القديمة لغة اصطناعية، إلا أنها تحولت لاحقاً وأصبحت أكثر تحليلية. ثم طور المصريون القدماء المواد السابقة المحددة وغير المحددة التي تحل محل تصريف اللواحق القديمة. وقد حدث بالإضافة لما سبق تغير في ترتيب الجمل فمن «فعل فاعل مفعول به» إلى «فاعل فعل مفعول به». وتحولت واستبدلت في نهاية المطاف الهيروغليفية المصرية والهيراطيقية والكتابات المحلية إلى أبجدية أكثر صوتية هي الأبجدية القبطية. ولا يزال يستخدم القبط هذه الأبجدية في قداسات الكنسية القبطية الأرثوذكسية، بل وتركت أثراً في اللهجة العربية المصرية.

### الأصوات وقواعد اللغة
لدى اللغة المصرية القديمة 25 ساكناً مماثلاً لجميع سواكن اللغات الأفرو-آسيوية. وقد شملت الحروف الساكنة المشددة والحلقية، والأوقاف الصوتية والغير صوتيه، بالإضافة للحروف الاحتكاكية بغير صوت والأصوات الساكنة والغير صوتيه. كما تشمل ثلاث أحرف علة طويلة وثلاث قصيرة، والتي توسعت لاحقاً إلى نحو تسعة. ويتشابه أصل الكلمة الأساسية المصرية بالسامية والبربرية، وهو جذر ثلاثي أو ثنائي الحروف الساكنة وشبه الساكنة وتضاف اللواحق لتُكون الكلمات. واقتران الفعل يتوافق مع شخص. على سبيل المثال، الهيكل الثلاثي الساكن س-م-ع هو الجوهر الدلالي لكلمة 'سمع'؛ الاقتران الأساسي هو 'يسمع'. إذا كان الفاعل هو اسما، لا تضاف اللواحق إلى فعل: 'تسمع المرأة'.
وقد اشتقت الصفات من الأسماء في عملية أطلق عليها علماء المصريات اسم نيسباشين لتشابها مع النحو العربي. وتكون الكلمة على نظام يكون فيه الُمسند - الفاعل في الجمل اللفظية والوصفية، والفاعل - الٌمسند في الجمل الاسمية والظرفية. ويمكن أن يُنقل الفاعل إلى بداية الجملة إذا كان طويل ويليها الضمير العائد. تبطل الأفعال والأسماء بحرف ن، في حين يستخدم ن-ن في الجمل الظرفية والوصفية. ويقع التشديد أو النبر على المقطع اللفظي الأخير أو قبل الأخير.

### الكتابة

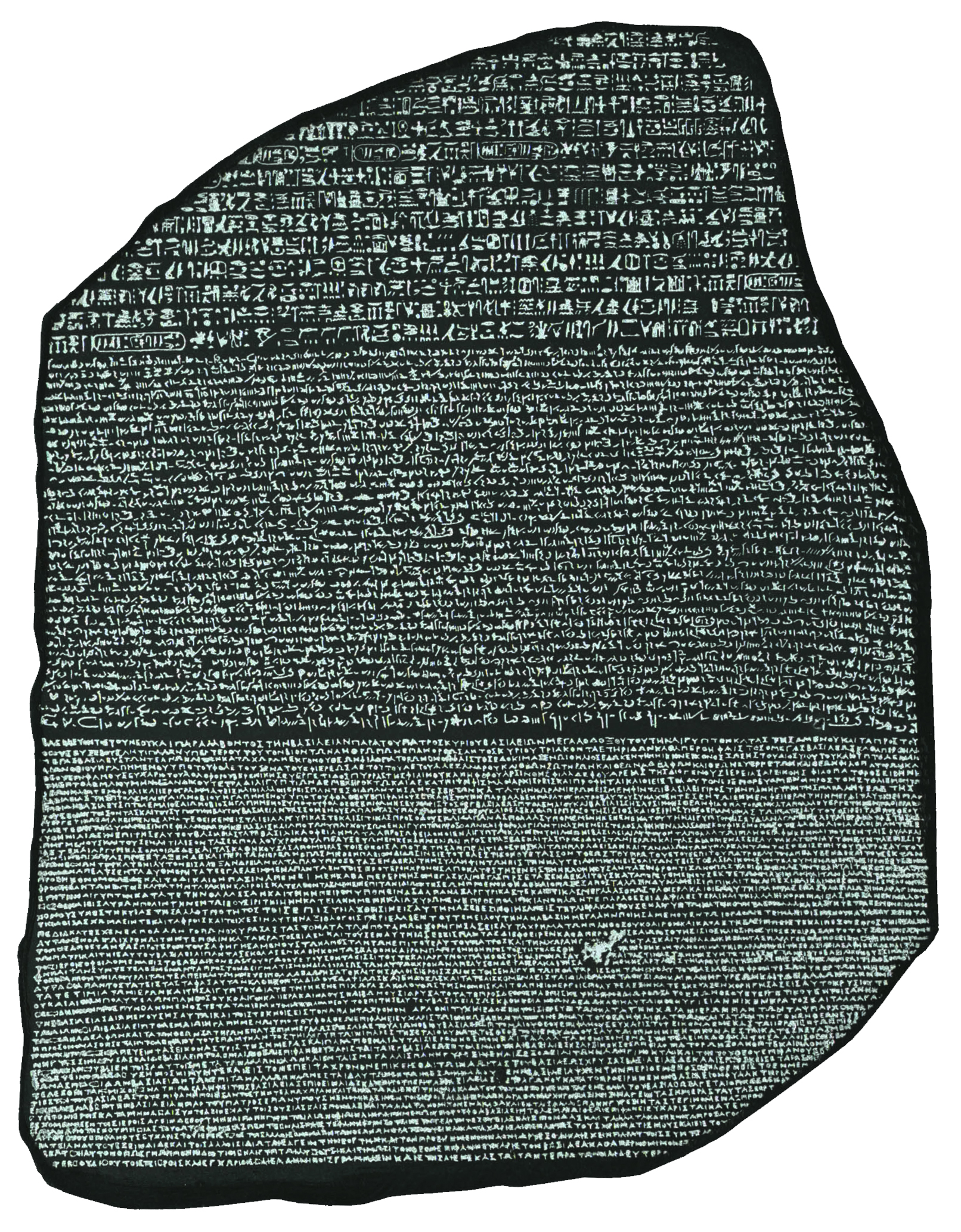
حجر رشيد كتب 196 قبل الميلاد، تمكن بواسطته شامبليون فك الكتابة الهيروغليفيفية.

تعود الكتابة الهيروغليفية إلى سنة 3200 قبل الميلاد، وتتألف من نحو 800 رمز تطورت مع الزمن. ويمكن للرمز الهيروغليفي أن يمثل كلمة أو صوت أو شيء محدد صامت. وقد يخدم نفس الرمز أغراضاً ومعاني مختلفة في سياقات مختلفة. وكانت الهيروغليفية كتابة رسمية، مستخدمة على النصب التذكارية الحجرية وفي النصوص الدينية. وكانت على درجة عالية جداً من الدقة في الوصف فكان في قواعدها المثني والجمع. أما في الكتابات اليومية، فقد استخدم الكُتاب شكل الأحرف المطبعية المتصلة في الكتابة، وتدعى الهيراطيقية، وهي أسرع وأسهل. وبينما يمكن قراءة الكتابة الهيروغليفية الرسمية ضمن صفوف أو أعمدة وفي أي من الاتجاهين (على الرغم من جرت العادة بالقراءة من اليمين إلى اليسار)، كانت الهيراطيقية دائما مكتوبة من اليمين إلى اليسار، وعادة في صفوف أفقية ثم ظهر شكل جديد من أشكال الكتابة، وهي الكتابة الديموطيقية أو الشعبية، وأصبح أسلوبها هو أسلوب الكتابة السائد، وهو شكل من أشكال الكتابة -بالإضافة إلى الهيروغليفية الرسمية- التي صاحبت النص اليوناني على حجر رشيد.[بحاجة لمصدر]
في حوالي القرن الأول الميلادي، بدأت الأبجدية القبطية تستخدم جنباً إلى جنب مع الكتابة الشعبية. القبطية هي أبجدية إغريقية مع إضافة بعض العلامات والرموز الديموطيقية. وعلى الرغم من أن الهيروغليفية كانت مستخدمة في دورٍ شرفي حتى القرن الرابع الميلادي، لم يكن يقرؤها سوى عددٌ قليلٌ من الكهنة. وفي الوقت الذي تم فيه حل المؤسسات الدينية التقليدية، فُقدت تقريبا المعرفة بالكتابة الهيروغليفية. وترجع محاولات فك تلك النصوص إلى التاريخ البيزنطي والعصر الإسلامي في مصر، ولكن كانت القفزة النوعية في سنة 1822، بعد اكتشاف حجر رشيد الذي أدى لسنوات من البحث من قبل توماس يونغ وجان فرانسوا شامبليون تم حل طلاسم الهيروغليفية كاملة تقريبا.

### الأدب

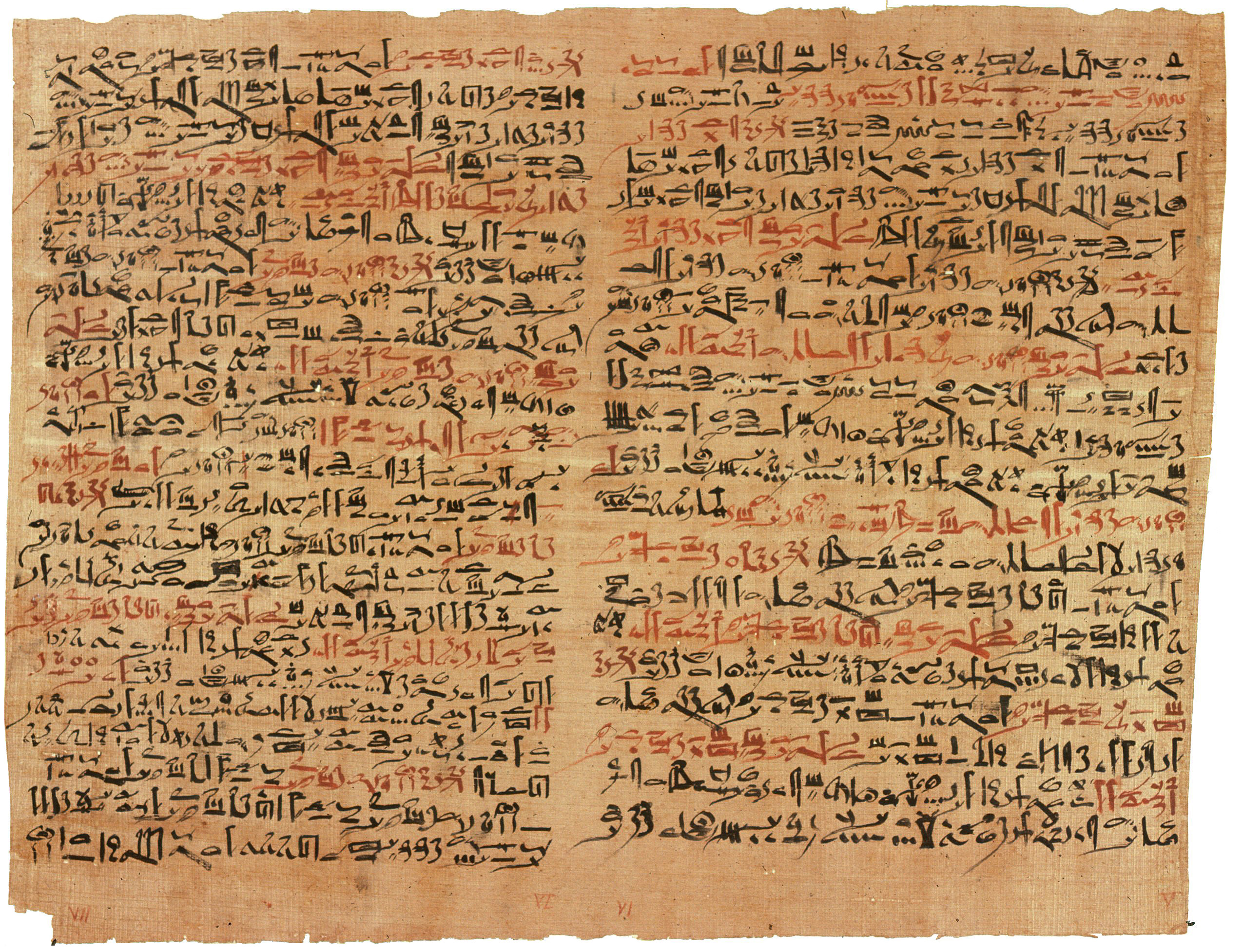
إدوين سميث على ورق البردي الجراحية (حوالي 16 قبل الميلاد القرن) يصف هو مكتوب التشريح والتداوي، وهيري.

ظهرت الكتابة لأول مرة مع الملكية على العلامات والتسميات للمواد التي وجدت في المقابر الملكية. كان هذا في المقام الأول هو مهنة الكُتاب، الذين عملوا من مؤسسة مفتاح الحياة أو دار الحياة. وقد ضم الأخير مكاتب ومكتبات (سميت دار الكتب) ومعامل ومراصد فلكية. وكانت أشهر قطع الأدب المصري القديم مثل نصوص الأهرام ونصوص التوابيت مكتوبة بالكلاسيكية المصرية.
من الأدب المصري القديم ظهر الحكيم بتاح حتب الذي كتب وصايا في الأخلاق والتعامل، يعتبر كتابه في الحكمة (تعاليم بتاح حتب) أول كتاب في تاريخ البشرية عن الأخلاق وحسن السلوك. عاصر بتاح حتب الملك جد كا رع (2414 -2375 قبل الميلاد، من الأسرة الخامسة) وعمل وزيرا له.
استمرت الكتابة الهيروغليفية الكلاسيكية بكونها لغة وطريقة الكتابة حتى حوالي 1300 ق.م. وبالنسبة لقواعد اللغة فقد وصلت ذروتها خلال الدولة الوسطى. ومعها كثرت الكتابة على البردي باستخدام شكل أخر من اللغة المصرية والذي بدأ في الدولة الحديثة وفيما تلى، وقد تمثل هذا الشكل الحديث في وثائق راميسيد الإدارة، وقصائد الحب والقصص، بل وحتى النصوص الشعبية والقبطية. وخلال هذه الفترة، تطورت تقاليد الكتابة إلى السيرة الذاتية الشخصية على القبور، مثل تلك التي في حرخوف ووينى. وقد ضع النوع المعروف باسم سابيت (تعاليم) لرصد التعليمات والتوجيهات من أشهر النبلاء؛ وتعد بردية إيبوير قصيدة بُكائية التي عهدت على وصف الكوارث الطبيعية والاضطرابات الاجتماعية مثال شهير على هذا النوع.
وتعد قصة سنوحى التي كتبت باللغة المصرية الوسطى، من كلاسيكيات الأدب المصري القديم. وشهدت هذه الفترة أيضاً كتابة بردية وستكار، وهي مجموعة من القصص تُروى إلى خوفو من أبناؤه بخصوص الكهنة والمعجزات على يدهم في هذا الوقت. كما تعد تعاليم أمينيموبي تحفة من الأدب الشبه شرقي. وقبيل نهاية عهد الدولة الحديثة، استخدمت اللغة المصرية الحديثة التي كانت بمثابة لغة عامية لسابقتها في كتابة نصوص شعبيه شهيرة مثل قصة وينامون وتعاليم آني. وتحكى قصة وينامون عن نبيل سُرق وهو في طريقه لشراء خشب الأرز من لبنان، وعن صراعه من أجل العودة إلى مصر. وابتداءً من القرن السابع قبل الميلاد تقريباً، أصبح سرد القصص والتعاليم كتعاليم أونكشوشونكي الشهيرة، وكذلك الوثائق الشخصية والتجارية بالطريقة الديموطيقية المصرية. وكانت العديد من القصص المكتوبة بالديموطيقية خلال الحقبة اليونانية-الرومانية، كانت تتحدث عن فترات تاريخية سابقة، عندما كانت مصر دولة مستقلة يحكمها أشهر الفراعنة مثل رمسيس الثاني.

## الثقافة

### الحياة اليومية

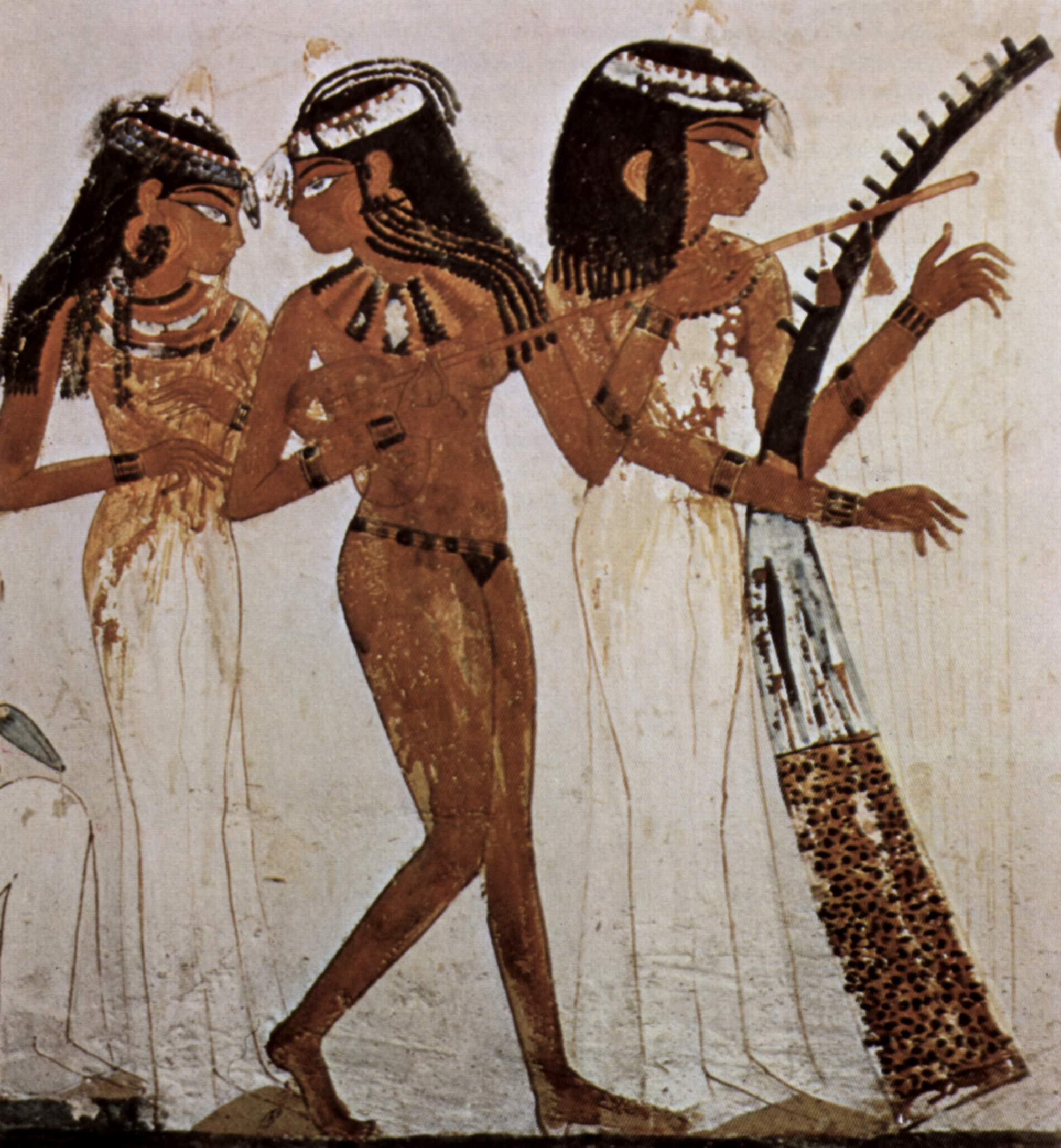
مصريات بألات موسيقية.

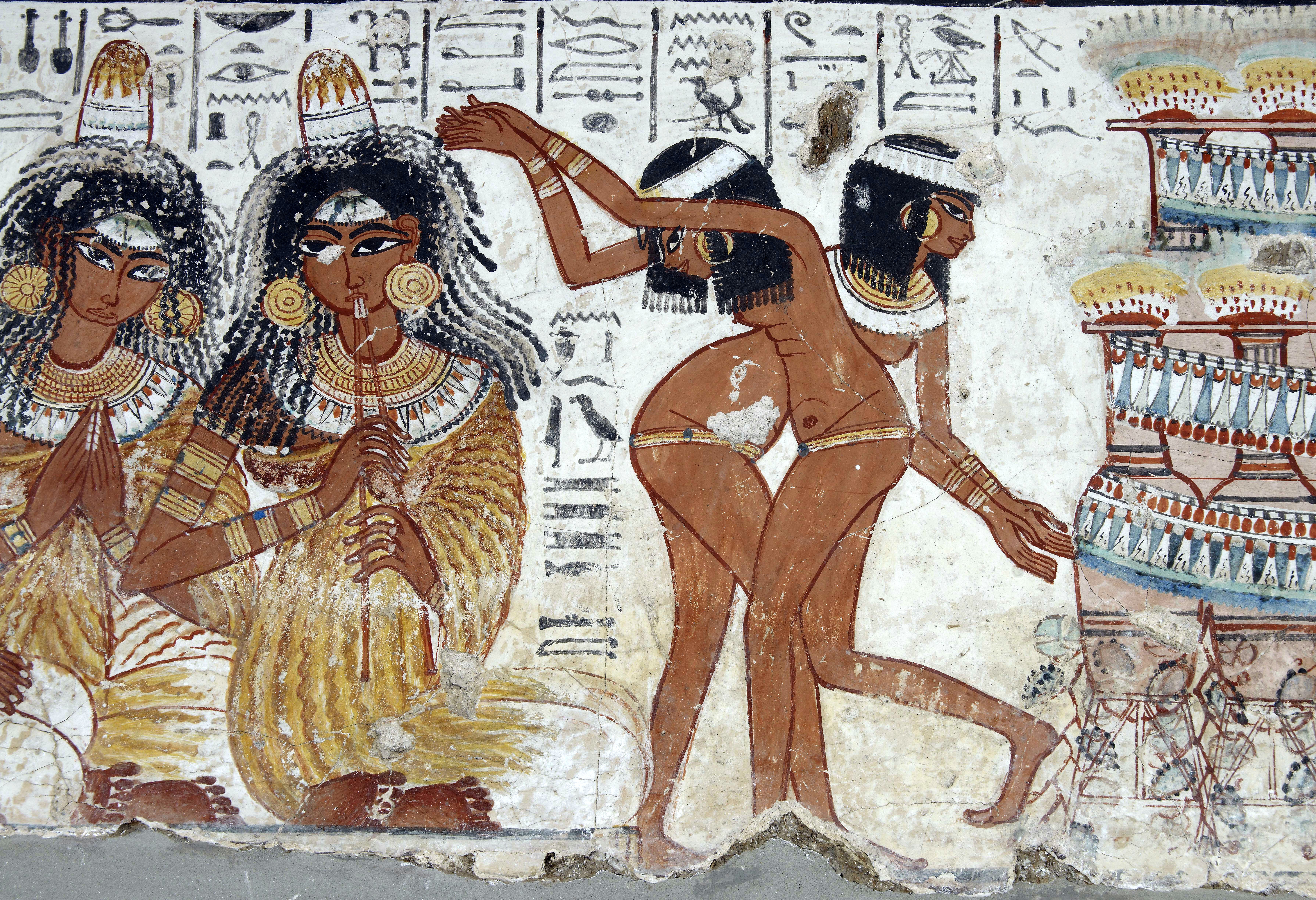
حافظ المصريون القدماء تراثا ثقافيا غنيا الكامل مع الأعياد والمهرجانات المصحوبة بالموسيقى والرقص.

معظم المصريين القدماء كانوا مزارعين مرتبطين بالأرض. وكانوا يسكنون منازل وبيوت شديدة الخصوصية، تقتصر فقط على أفراد الأسرة الواحدة، وبنيت من الطوب اللبن من أجل الإبقاء عليها باردة في حرارة النهار. وكان لكل منزل مطبخ مفتوح السقف، يتضمن غالباً حجر الرُحى لطحن الدقيق وفرن صغير لصنع الخبز. وكانت الجدران تطلى باللون الأبيض وتغطى أغلب الأوقات بستائر من الكتان. وتغطي الأرضيات بحصير من القصب، في حين يتألف الأثاث من كراسي خشبية وأسرة ترفع من الأرض ومائدة فردية.
اهتم المصريون القدماء بدرجة كبيرة بالنظافة والمظهر. وكان نهر النيل هو حوض الاستحمام الرئيسي لديهم، مستخدمين صابوناً مصنع من الدهن الحيواني والطباشير. واعتاد الرجال حلق كل أجسادهم بغرض النظافة، واستخدموا الزيوت العطرية لتغطية روائح الجسد. وكانت جميع ملابسه مصنوعة من الكتان البسيط، ويغلب عليها اللون الأبيض، وقد لجأ كلاً من رجال ونساء الطبقة الحاكمة إلى ارتداء الشعر المستعار والمجوهرات ومستحضرات التجميل كنوعاً من التجمُل. بينما لم يرتد الأطفال الملابس حتى بلوغ الثانية عشر من العمر، وهو سن البلوغ والنضوج لدى قدماء المصريين، ويتم أيضاً إجراء مراسم الختان والبدء في حلق شعر الرأس لدى الذكور في هذا السن. وكانت الأم هي المسؤولة عن رعاية الأطفال، بينما تقع مسؤولية الأب على تزويد الأسرة بالمال.
وكانت الموسيقى والرقص ترفيهاً شعبياً ومنتشر لأفراد الطبقة المتوسطة وما فوقها. وشملت الأدوات الموسيقية بدايةً المزامير والعيدان، قبل أن تتطور لاحقاً وتنتشر الأبواق وأنابيب القرع وتصبح أدوات شعبيه ومنتشرة. في عصر الدولة الحديثة، استخدم المصريون الجرس والصنج والدف والطبلة والعود في العزف، واستوردوا القيثارة من آسيا. وكانت الآلات الشبه جلجلية مثل الصُلاصل تستخدم بشكل مهم في المراسم والاحتفالات الدينية.
تمتع المصريون القدماء بمجموعة متنوعة من الأنشطة الترفيهية، بما فيها الألعاب والموسيقى. فكانت لعبة سينيت من أوائل الألعاب لدى المصريين القدماء، وظهرت بعدها لعبة أخرى تدعى ميهين، وكلاهم ألعاباً لوحية تلعب على لوح. أما ألعاب الزهر والألعاب الكروية فكانت شائعه عند الأطفال، وتم أيضاً توثيق المصارعة كلعبة كما وجد في قبر بني حسن. بينما استخدم أغنياء المجتمع المصري القديم الصيد وركوب القوارب كنوع من الترفيه.
ساعدت الحفريات والاكتشافات في القرية العمالية دير المدينة بصعيد مصر، على الحصول على معلومات دقيقة عن الوضع الاجتماعي لدى قدماء المصريين في تلك القرية والتي استمر لأكثر من 400 سنة. حيث أسهمت تلك الحفريات ودراستها عن معلومات في الجانب الاجتماعي والتنظيم والعمل وظروف المعيشة لم تكتشف في جميع الحفريات والاكتشافات الأخرى بهذا التفصيل الدقيق.

### المطبخ
حافظ المطبخ المصري القديم على استقرار نسبي لفترات طويلة على مر الزمن، حتى أنه ما زالت توجد تشابهات بين المطبخين الحديث والقديم. تألف النظام الغذائي الشعبي من الخبز وبيرة الشعير، وتكون الخضروات مثل البصل والثوم، والفاكهة مثل التمر والتين كإضافات. وينتشر النبيذ واللحم في الأعياد الدينية فقط عند العامة، بينما اعتادت الطبقة الحاكمة عليهم بشكل أكثر انتظاماً. وأكل السمك واللحم والدجاج بأكثر من طريقة، حيث جففت وطبخت وشويت على شوايات.

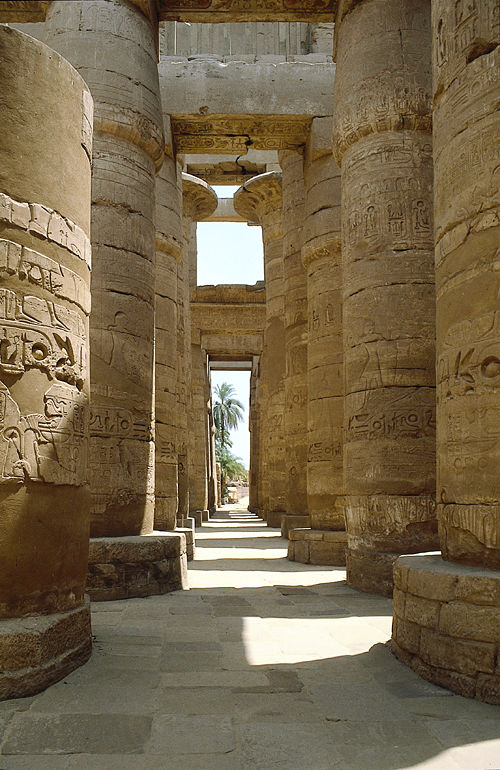
قاعات معبد الكرنك مبنية بصفوف من الأعمدة الكبيرة.

### العمارة

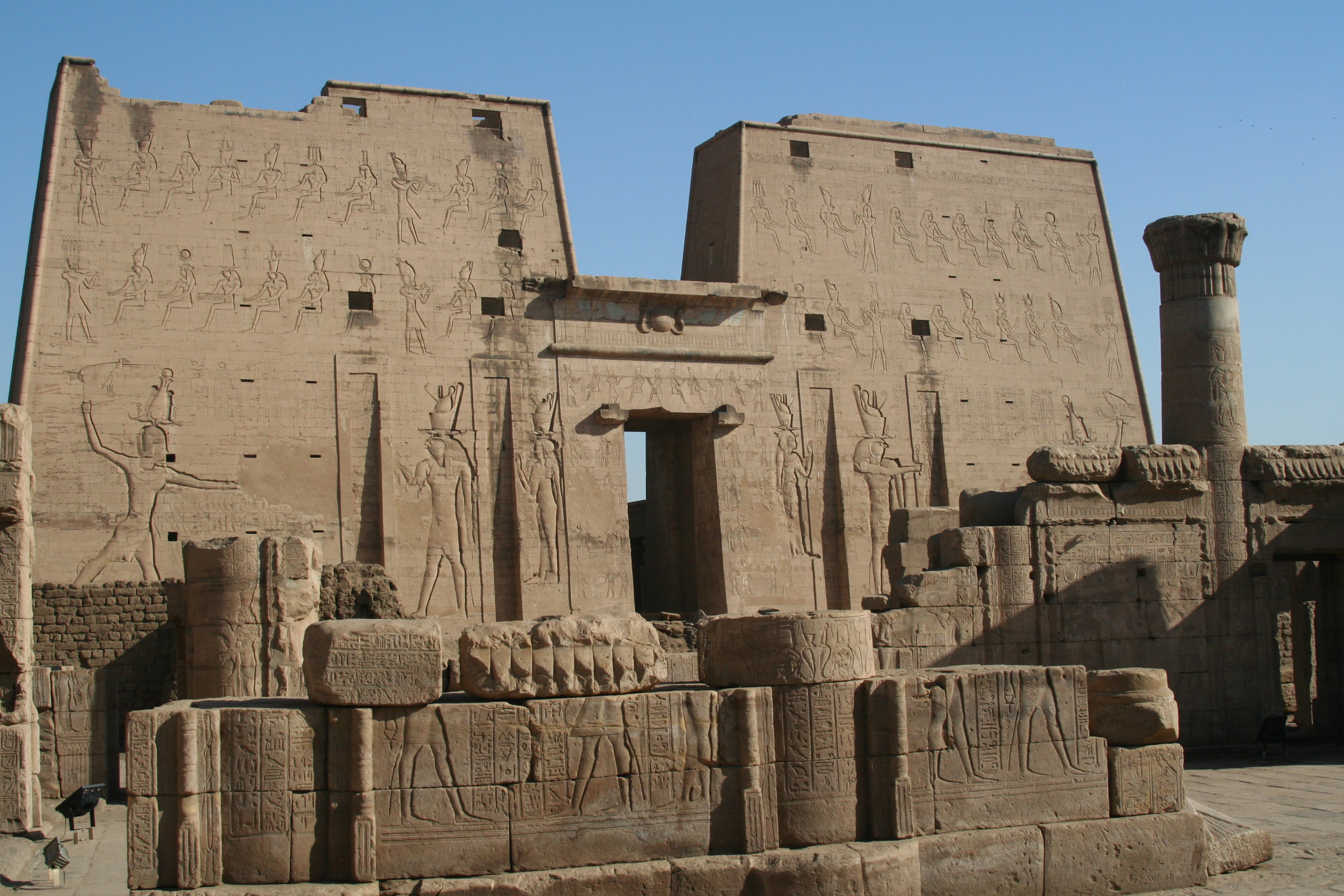
وكذلك الحفاظ على معبد حورس في إدفو هو نموذج للعمارة المصرية.

شملت العمارة المصرية القديمة على بعض المعالم الأكثر شهرةً في العالم، أهمها كانت أهرامات الجيزة ومعبد الكرنك في طيبة. وكانت الدولة هي المسؤول والممول لمشاريع البناء، إما للأغراض الدينية والاحتفالية أو لتعزيز وإظهار سلطة وقوة الفرعون. احترف المصريون القدماء حرفة البناء، واستطاع المعماريون ببناء بنايات حجرية ضخمه ذات تفاصيل دقيقة باستخدام أدوات بسيطة وفعالة في نفس الوقت.
لم تصمد مع ذلك المنازل الشخصية للمصريين القدماء حتى الآن سواء كانوا من الطبقة الحاكمة والنخبة أو العمال وغيرهم، حيث استعملوا مواد سريعة التلف وغير قوية مثل الطين اللبن والخشب للتخفيف من درجة الحرارة. عاش الفلاحون في منازل بسيطة، في حين أن القصور الكبيرة ذات التفاصيل المعمارية الدقيقة كانت للطبقة الحاكمة والنخبة. استطاع عدد قليل من قصور الطبقة الحاكمة في المملكة الجديدة من الصمود جزئياً، مثل تلك القصور الموجودة في مالكاتا وتل العمارنة، ووجد بها تفاصيل دقيقة وغنيه بالزينة والصور لأشخاص وطيور وبرك مياه وآلهة وتصاميم معمارية وهندسية. بينما بنيت المعابد والبنايات الهامة بغرض البقاء إلى الأبد من الحجر بدلاً من الطوب اللبن.
تتكون المعابد المصرية القديمة الباقية الأولى، مثل تلك التي في الجيزة، من قاعات مغلقة فردية مع ألواح سقف مدعمة بالأعمدة. تطورت الهندسة في عصر الدولة الحديثة، وأضاف المعماريون الصرح والساحات المفتوحة والبهو واعتمدوا هذه التصاميم حتى دخول العصر اليوناني-الروماني. اشتهر القبور ذات تصميم المصطبة في الفترات الأولى من مصر القديمة، وهي مبنى مستطيل الشكل ذو سطح مسطح مبني من الطوب اللبن أو الحجر يغطي تحته غرفة الدفن والتي توجد تحت الأرض. هرم زوسر المدرج مثلاً، هو عبارة عن ستة مساطب حجرية فوق بعضها البعض. كانت الأهرامات هي التصاميم الشائعة لمقابر الفراعين في الدولة القديمة والوسطى، قبل أن يتخلى عنها حكام اللاحقين لصالح المقابر الصخرية الأقل ظهوراً.

## الحياة في مصر القديمة
كانت مرتبة ومنظمة، وكان نهر النيل هو السبب الرئيسي في وجود الحياة هناك. كل شخص في المجتمع كان له دور مهم، فالفلاحون كانوا يزرعون الأرض، والكهنة كانوا يهتمون بالطقوس الدينية، أما الفرعون فكان هو الحاكم الأعلى ويعتبره الناس مثل الإله. رغم أن المصريين كانوا يهتمون ببناء المقابر والتجهيز للحياة بعد الموت، إلا أنهم أيضًا كانوا يحبون الحياة. 

## تقسيم المجتمع
كان المجتمع المصري القديم مقسوم إلى طبقات. الطبقة العليا كان فيها الفرعون وكبار المسؤولين والنبلاء، وكانت حياتهم مريحة وغنية. أما الكتبة والأطباء فكان لهم احترام كبير لأنهم كانوا يعرفون القراءة والكتابة. الكهنة أيضًا كانوا مهمين لأنهم يهتمون بالمعابد والدين.
أما الفلاحون والعمال فكانوا في الطبقة الدنيا. كانوا يزرعون الأرض ويبنون المعابد والمباني الكبيرة. كانوا يحصلون على أجر، لكن الأرض لم تكن ملكهم، بل ملك للفرعون أو للنبلاء. 

## البيوت والأثاث
بيوت الفلاحين كانت بسيطة وصغيرة، بينما بيوت الأغنياء كانت كبيرة وفيها أثاث فاخر. الفنانون كانوا يصنعون الأثاث مثل الكراسي والطاولات، لكن الفلاحين لم يكونوا قادرين على شرائه لأن ثمنه غالٍ. 

## العائلة والترفيه
العائلة كانت مهمة جدًا عند المصريين. الأبناء كانوا يعتنون بأهلهم حتى عندما يكبرون. المرأة كان لها حقوق كثيرة، مثل امتلاك أرض، وإدارة عمل، وحتى الطلاق. الزواج غالبًا كان بترتيب الأهل، وكان الأولاد يتزوجون تقريبًا في سن 15، والبنات في سن 12. 

## الاحتفالات واللباس والطعام
المصريون كانوا شعبًا يحب الحياة. كانوا يحتفلون في أعياد دينية مثل "عيد الأوبت"، حيث يغنون ويرقصون ويقدمون الطعام للآلهة. طعامهم اليومي كان الخبز والخضروات مثل البصل والخس، أما اللحم فكان فقط في المناسبات. كانوا يرتدون ملابس من الكتان، وكانت بسيطة لكن جميلة. الرجال والنساء كانوا يهتمون بمظهرهم، يستخدمون الكحل والعطور، ويتزينون بالحلي.